# موزه کتاب و میراث مستند ایران
موزه کتاب و میراث مستند ایران، موزه‌ای تاریخی و هنری بر پایه نمایش آثار کاغذی و یکی از بخش‌های سازمان اسناد و کتابخانه ملی ایران است. در این موزه، آثاری همچون اسناد ارزشمند تاریخی، نسخ خطی، مرقعات، کتاب‌های کمیاب و نفیس چاپی، منابع غیرکتابی، تابلوهای خوشنویسی و نقاشی، نشریات و آثار مرتبط با برخی از مشاهیر به نمایش گذاشته شده‌است.

## تاریخچه
این موزه، در بهمن‌ماه ۱۳۹۴ خورشیدی، در ساختمان کتابخانه ملی، واقع در بزرگراه حقانی تهران با حضور معاون رئیس‌جمهور وقت، اسحاق جهانگیری، گشایش یافت.
پیش از آن، آثار گنجینه سازمان اسناد و کتابخانه ملی ایران، در تالارهای گوناگون به صورت مستقل به نمایش درمی‌آمد که در دوره ریاست سید رضا صالحی امیری، تصمیم بر تغییر کاربری یکی از مخازن، برای تمرکز نمایش آثار و گشایش رسمی موزه‌ای برای سازمان اسناد و کتابخانه ملی ایران اتخاذ گردید. هدف از تشکیل آن، ارتقای فرهنگ جامعه و اشاعه فرهنگ ایرانی اسلامی از طریق نمایش گنجینه‌های سازمان اسناد و کتابخانه ملی ایران بوده‌است.

## بخش‌ها
موزه کتاب و میراث مستند ایران، دارای دو بخش اصلی است:
- تالار نمایشگاه آثار؛ در این تالار آثار در قالب نمایشگاه‌های فصلی و موضوعی در معرض دید عموم قرار می‌گیرند. آثار نمایشگاه‌های فصلی با توجه به غنای مخازن سازمان و متناسب با مناسبت خاص تاریخی برگزیده شده و به صورت چرخشی به نمایش درمی‌آیند.
- سالن اجتماعات؛ این تالار برای برگزاری رویدادهای فرهنگی و هنری، نمایش فیلم، کارگاه آموزشی، نشست و کنفرانس طراحی شده‌است.

## سردیس فردوسی

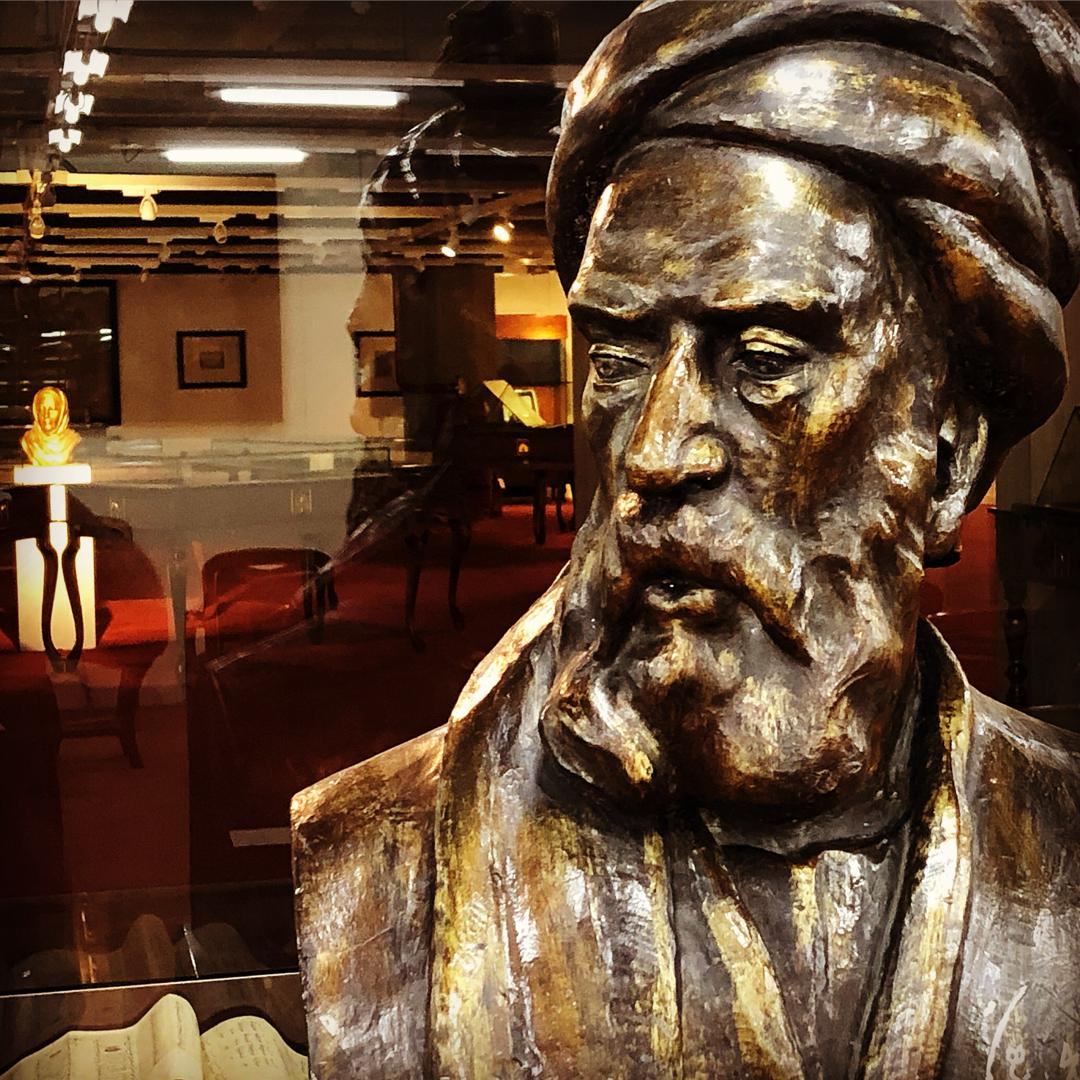
سردیس حکیم ابوالقاسم فردوسی

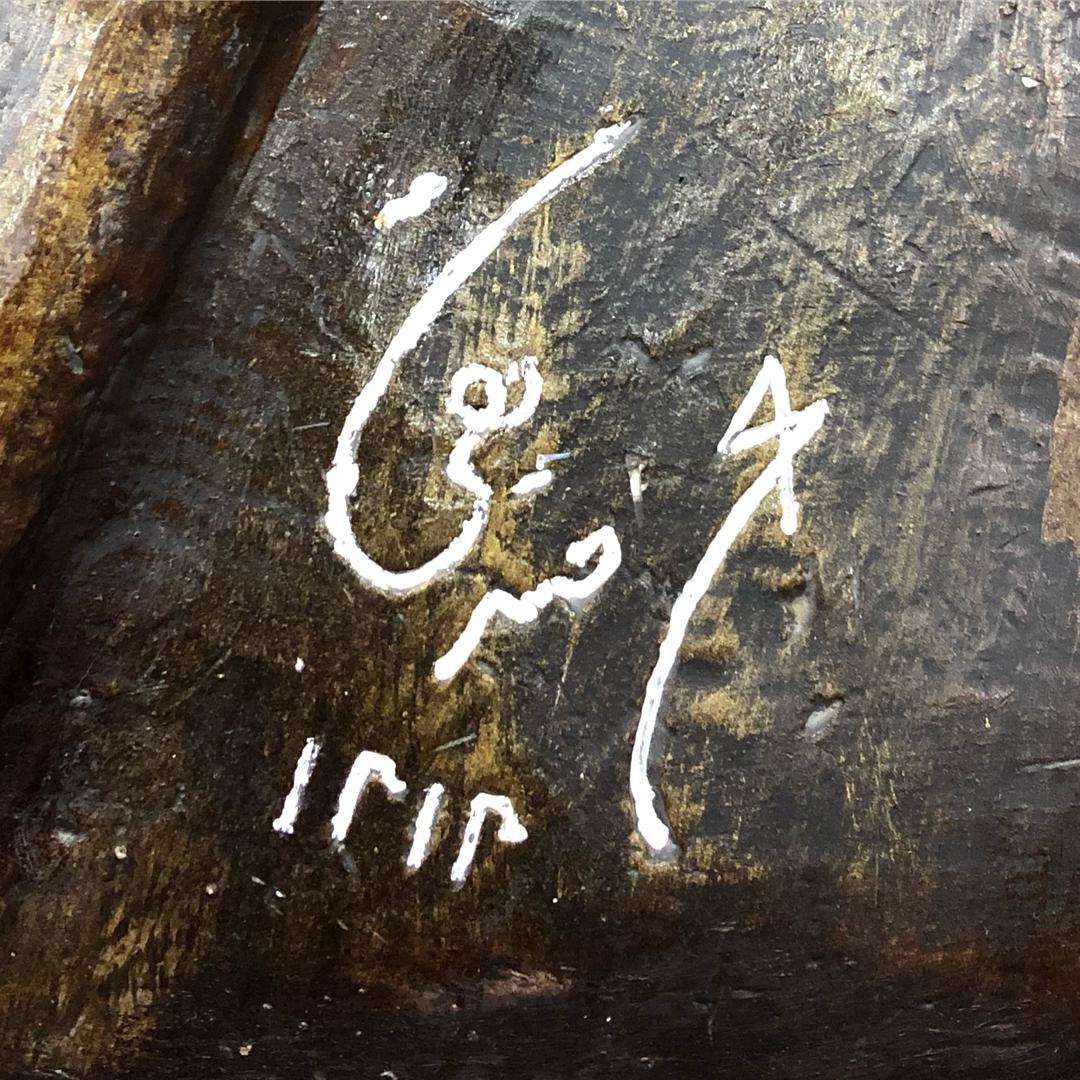
امضای ابوالحسن صدیقی بر سردیس ابوالقاسم فردوسی

در موزه کتاب و میراث مستند سازمان اسناد و کتابخانه ملی ایران سردیسی از حکیم ابوالقاسم فردوسی نگهداری می‌شود که در تاریخ ۶ اسفند ماه ۱۳۹۸ خورشیدی از سوی وزارت میراث فرهنگی، گردشگری و صنایع دستی کشور به شماره ۱۴۴۸ در فهرست آثار ملی ایران به ثبت رسیده‌است. این اثر ارزشمند در ۱۳۱۳ خورشیدی، توسط ابوالحسن صدیقی خلق و پس از آن در سرسرای ساختمان قدیم و تاریخی کتابخانه ملی ایران واقع در خیابان سی تیر نصب گردید که با انتقال ساختمان کتابخانه ملی، در حال حاضر در محل موزه کتاب و میراث مستند ایران واقع در ساختمان جدید کتابخانه ملی در معرض دید بازدیدکنندگان قرار گرفته‌است. ابعاد این سردیس ۵۰ در ۲۶ با ارتفاع ۷۰ سانتی‌متر بوده و جنس عمدهٔ آن از گچ ساخته شده و در پایین آن امضای استاد و تاریخ ساخت وجود دارد.

## یادگارهای اساتید

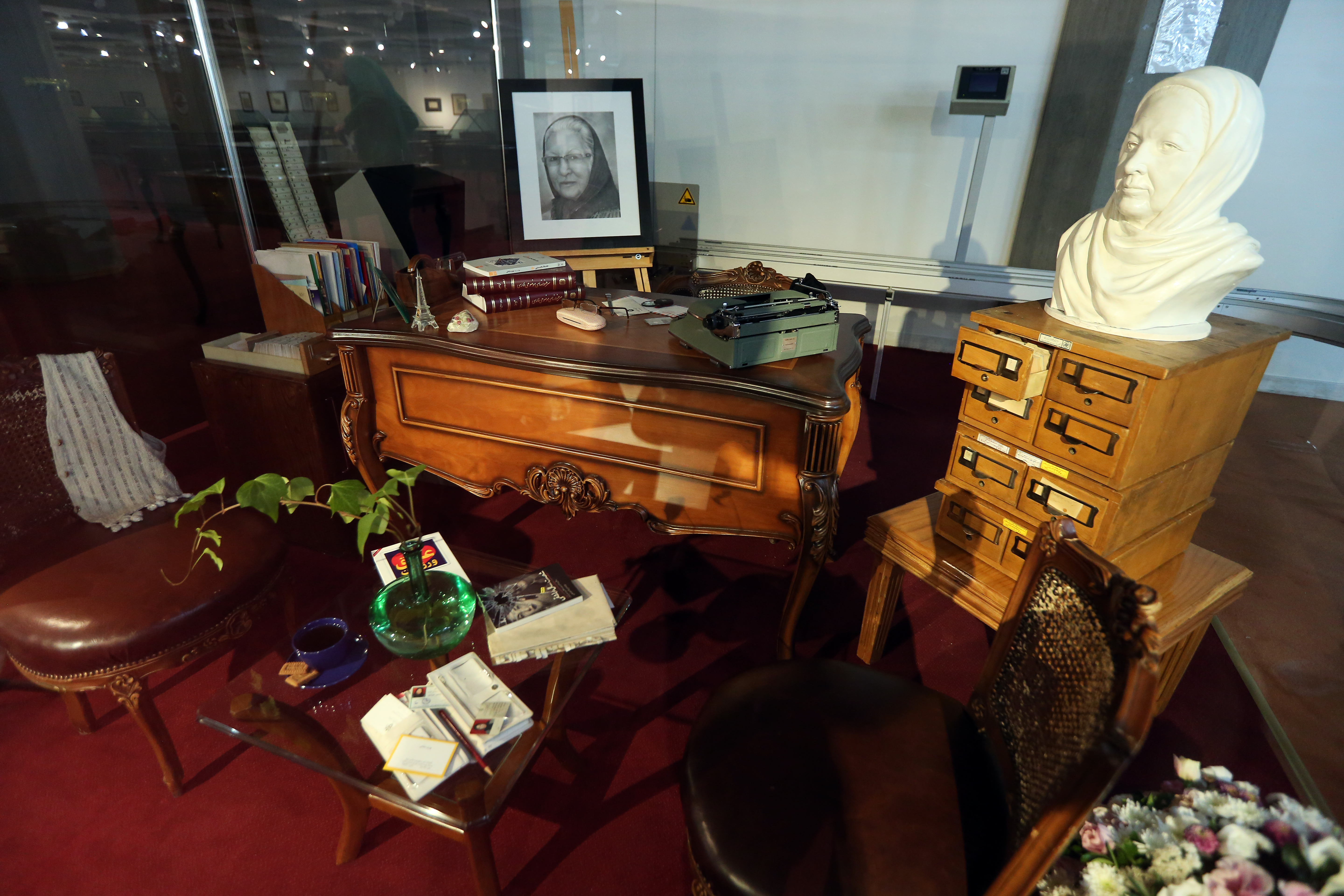
یادمان بانو پوری سلطانی

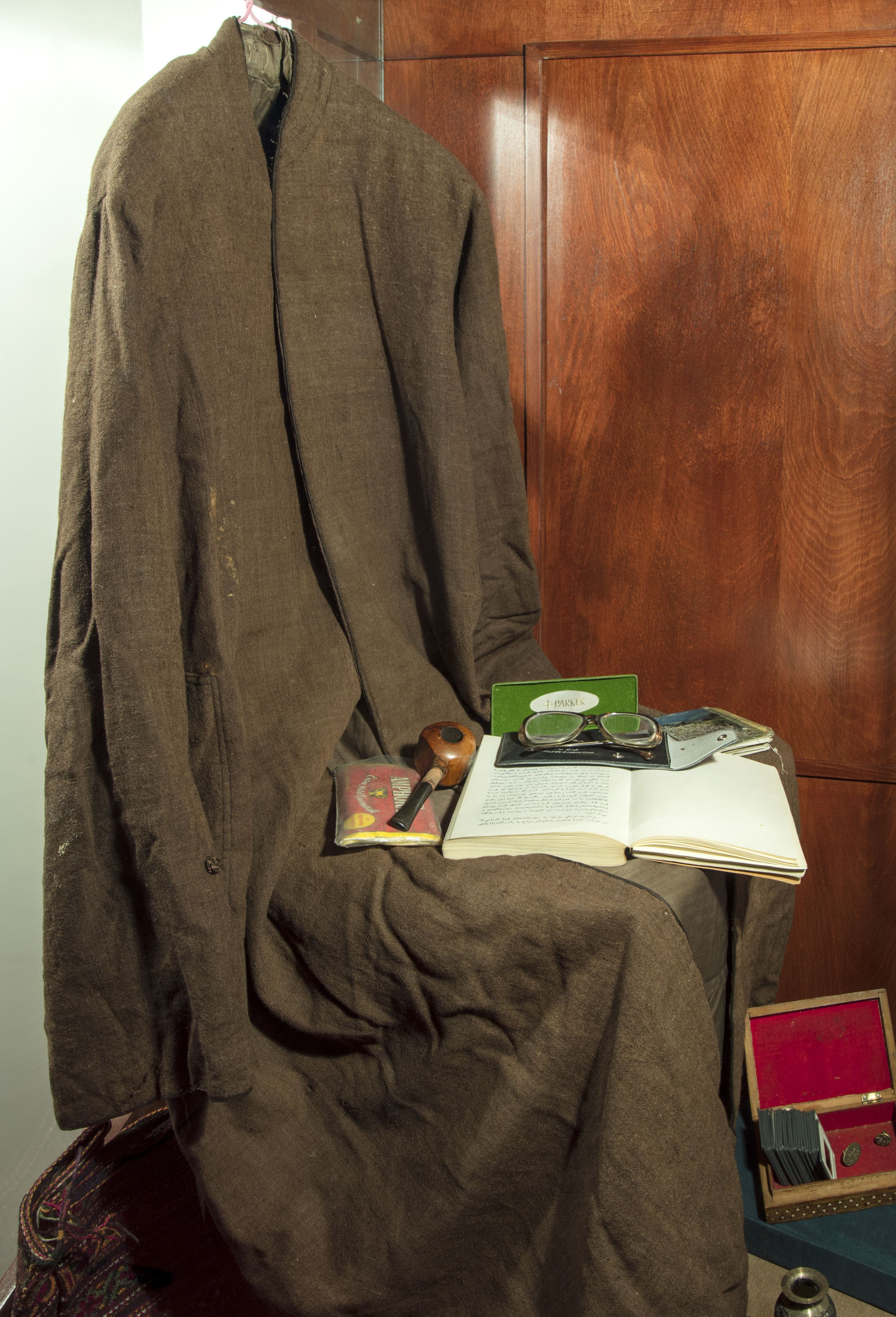
یادمان جلال آل احمد

این موزه، افزون بر آثار هنری، به نگهداری و نمایش یادگارهای استادانی همچون محمدعلی جمالزاده، ایرج افشار، محدث ارموی، محمود حسابی، جلال آل احمد و دیگران می‌پردازد. از آن جمله می‌توان به یادگارها و اتاق کار پوری سلطانی اشاره کرد که در آبان‌ماه ۱۳۹۷ به پاس زحمات این بانوی کتابدار و همه کتابداران ایران، در این موزه رونمایی گردید.

## تمبر نوروزی

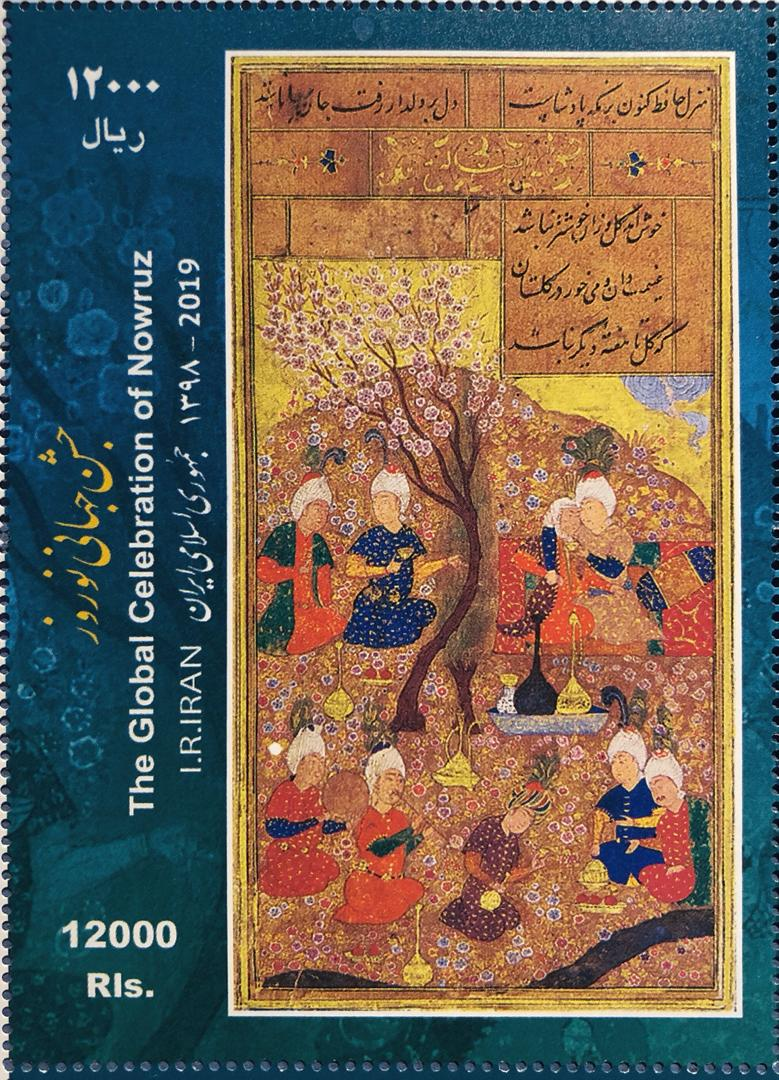
تمبر جشن جهانی نوروز ۱۳۹۸ خورشیدی

در پایان سال ۱۳۹۷ خورشیدی همکاری متقابلی میان موزه کتاب و میراث مستند و موزه ارتباطات (موزه پست و ارتباطات ایران) به وجود آمد که حاصل آن، طراحی تمبر نوروز ۱۳۹۸، با استفاده از یکی از نگاره‌های نسخه خطی دیوان حافظ شیرازی، با تاریخ ۸۷۸ هجری قمری، متعلق به کتابخانه ملی ایران بود. این نگاره زیبا که بزم شادمانی و پناه بردن انسان‌ها به دامان طبیعت را در بهار نشان می‌دهد با غزل زیبای حافظ با مطلع «خوش آمد گل وز آن خوشتر نباشد …» همراه است. این تمبر، در ۲۲ اسفندماه ۱۳۹۷، در شمارگان هفتاد هزار دوره، از زیباترین تمبرهای ایرانی است که به عنوان پنجاه و پنجمین تمبر با مناسبت جشن جهانی نوروز به چاپ رسیده‌است.

## نمایشگاه‌ها
در این موزه، شماری وقایع فرهنگی رقم خورده‌است:
- نمایشگاه نسخ خطی فارسی در دانشگاه براتیسلاوا اسلواکی
- نمایشگاه هفته فرهنگی الجزایر
- نمایشگاه یکصد و دهمین سال انقلاب مشروطه[۶]
- نمایشگاه قومیت و هویت ملی
- نمایشگاه و نشست میراث مشترک ایران و قفقاز
- نمایشگاه شاهنامه نگاری در دوره قاجار
- نمایشگاه میراث مستند سینمای ملی ایران با محوریت بزرگداشت استاد عزت‌الله انتظامی
- نمایشگاه خاطرات مدارس دهه پنجاه و شصت
- نمایشگاه بر چکاد قلم، از آثار خوشنویسی دوره قاجار[۷][۸][۹]
- نمایشگاه آثار کاریکاتور کامبیز درم بخش به مناسبت هفته بزرگداشت کتاب و کتابخوانی
- نمایشگاه «جهانی در نصف جهان»، دربارهٔ تاریخ محلی اصفهان با معرفی میراث مستند مجموعه فرهنگی تخت فولاد
- نمایشگاه «دشنه بر شریان تاریخ»، به مناسبت سالروز قتل میرزا تقی خان امیرکبیر
- نمایشگاه «رواق منظر جان»، در نمایش آثار تذهیب هنرمندان معاصر
- نمایشگاه چهلمین ۵۷، با نمایش مجموعه تمبرهای سالگرد پیروزی انقلاب با همراهی موزه پست ایران و نشریات جریان‌ساز انقلابی
- نمایشگاه دست‌نوشته‌های علامه حلی در حاشیه همایش بین‌المللی علامه حلی و فرهنگ اسلامی
- نمایشگاه نوروز ۱۳۹۸ خورشیدی با نمایش پنجاه و پنج دوره تمبر نوروزی و شماری از سفرنامه‌های نفیس تاریخی
- نمایشگاه «همدان میراث‌دار تاریخ»، با معرفی میراث مستند تاریخی استان همدان[۱۰]
- نمایشگاه تاریخ محلی استان مازندران[۱۱]
- نمایشگاه تاریخ محلی استان گیلان با عنوان «گیلان قلمرو سبز آبی ایران»[۱۲]
- نمایشگاه نقاشیخط کارگاه عظیم فلاح؛ (نمایشگاه گروهی اعضای هنرمند سازمان اسناد و کتابخانه ملی ایران)[۱۳]
- نمایشگاه تاریخ محلی استان یزد[۱۴][۱۵]
- نمایشگاه شب سیاحان ایتالیایی در ایران از سلسله نشست‌های «شب‌های بخارا» با همکاری مجله بخارا[۱۶]
- نمایشگاه آثار نقاشی پشت شیشه به سرپرستی مهرنوش بشارت[۱۷]
- نمایشگاه تاریخ محلی استان فارس با عنوان «فارس مهد تمدن ایران‌زمین»[۱۸]
- نمایشگاه شب سیاحان فرانسوی در ایران از سلسله نشست‌های «شب‌های بخارا» با همکاری مجله بخارا[۱۹]
- نمایشگاه «شب‌های روشن»، به مناسبت زادروز جلال آل احمد با همکاری مجله بخارا[۲۰]
- نمایشگاه تاریخ محلی خراسان با عنوان «خراسان سرزمین خورشید»[۲۱][۲۲]
- نمایشگاه و رونمایی از عکس‌های دیده‌نشده از دوره قاجار، محفوظ در آرشیو ملی سازمان اسناد و کتابخانه ملی ایران با همکاری «آلبوم‌خانه» مجموعه فرهنگی و میراث جهانی کاخ گلستان به مناسبت روز جهانی میراث دیداری و شنیداری[۲۳]
- نمایشگاه روز زن، دربارهٔ عقدنامه‌های تاریخی مشاهیر دوره قاجار[۲۴]
- نمایشگاه تاریخچه خدمات بهداشتی و درمانی به پاس زحمات کادر درمان ایران در پاندمی کرونا
- نمایشگاه مجازی برترین نفایس سازمان اسناد و کتابخانه ملی ایران با عنوان «ما»

## کهن‌ترین آثار موزه

کهن‌ترین نسخه خطی سازمان اسناد و کتابخانه ملی ایران

- کهن‌ترین نسخه خطی سازمان اسناد و کتابخانه ملی ایران مجموعه رسایلی با تاریخ ۴۲۰ هجری قمری است که به خط نسخ کهن بر روی کاغذ نخودی بغدادی نگارش یافته‌است. این اثر رسالاتی چون: عجایب احکام امیرالمؤمنین دربارهٔ قضاوت‌های امام اول شیعیان، جاویدان خرد اثر ابوعلی مسکویه در حکمت عملی و اندرزنامه‌ای، الادب الصغیر ابن مقفع در موضوع اخلاق، کتمان‌السر و حفظ‌اللسان ابوعثمان عمرو بن بحر، معروف به جاحظ در اخلاق و ذکرالخلائف و عنوان‌المعارف صاحب بن عباد در سرگذشت پیامبر اسلام و خلفای راشدین را دربردارد. آنچه که امروزه از سرگذشت این نسخه می‌دانیم؛ بر اساس یادداشت‌های موجود در آن است؛ بدین شرح که ابوالنجیب عبدالرحمن بن محمد بن عبدالکریم کرخی در سال ۵۲۸ قمری از متن این نسخه رونویسی کرده و خط وی در پایان آن وجود دارد. سپس سال‌ها نزد علامه امین بوده و شیخ آقابزرگ تهرانی آن را در دمشق نزد ایشان دیده و در کتاب الذریعه الی تصانیف الشیعه از آن یاد کرده‌است.

کهن‌ترین سند سازمان اسناد و کتابخانه ملی ایران

- کهن‌ترین سند تاریخی سازمان اسناد و کتابخانه ملی ایران فرمانی از سلطان ابوسعید بهادرخان ایلخانی است. متن سند به خط تعلیق رایج در اسناد دیوانی دوره ایلخانیان نگاشته شده و در بخش پایانی آن، فرمانی از سلطان ابوسعید است. این فرمان در منطقه کوهک فارس به تاریخ ربیع‌الاول سال ۷۲۶ هجری قمری صادر شده‌است. نام امیران صاحب آل تمغا و همچنین نام شخص و روستای متعلق به وی، از میان رفته‌است. اما مضمون مستفاد از سطرهای باقی مانده؛ تأکید بر خارج بودن یک روستای فارس از املاک حکومتی آل اینجو و تعلق آن به یک شخص و معافیت او از انواع مالیات است. این سند دارای دو مهر قرمز و یک مهر سیاه در قسمت رو و شش مهر در پشت بوده که به کارگزاران دیوانی تعلق داشته‌است. متن مهرها به خط اویغوری و عربی نگاشته شده‌است. بخش عربی مهرها عمدتاً شعارهای اصلی مسلمانان را شامل می‌گردد.

## معتبرترین آثار موزه

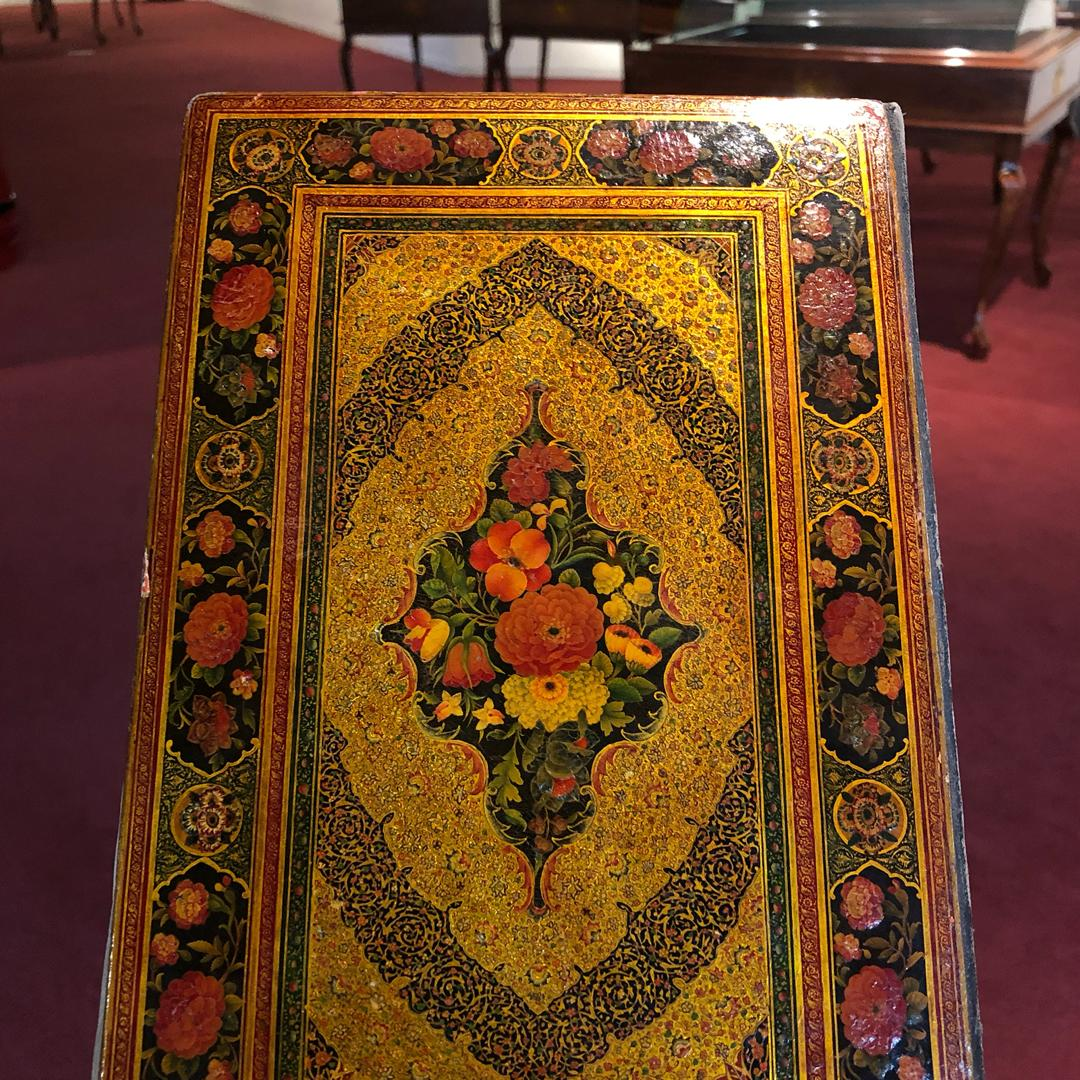
جلد لاکی روغنی نسخه خطی قرآن

شماری از آثار نفیسی که در این موزه به نمایش درآمده؛ بدین شرح است:
- متمم قانون اساسی مشروطه بر کاغذی با سربرگ مجلس شورای ملی به تاریخ ۱۳۲۵ هجری قمری و با توشیح و امضای محمدعلی شاه قاجار
- نسخه خطی کلیات سعدی به خط علی بن احمد شیرازی با تاریخ ۷۸۴ هجری قمری (ثبت در برنامه حافظه جهانی یونسکو)
- نسخه خطی قرآن به خط نسخ زین‌العابدین قزوینی با تاریخ ۱۲۱۹ هجری قمری، کتابت برای فتحعلیشاه قاجار در شیراز و با صفحات تماماً مذهب و مرصع به عنوان «نفیس‌ترین قرآن جهان اسلام»[۲۵]
- برگ‌هایی از نسخه خطی قرآن منسوب به بایسنغر میرزا، شاهزاده تیموری با تاریخ ۸۳۷ هجری قمری
- نسخه خطی قرآن با تاریخ ۱۲۵۹ هجری قمری به خط نسخ وصال شیرازی و صفحات مذهب و مرصع و جلد روغنی به شیوه کتاب‌آرایی خاندان وصال
- نسخه خطی ادویه مفرده تألیف ابوبکر حامد بن سمجون اندلسی در پزشکی با تاریخ قرن هفتم هجری قمری[۲۶]
- نسخه خطی «شرح الاشارات و التنبیهات» به خط خواجه نصیرالدین طوسی با تاریخ ۶۷۲ هجری قمری
- نسخه خطی جنگ یادداشت‌های گوناگون، به خط صدرالدین محمد بن ابراهیم قوام شیرازی معروف به ملاصدرا و استادش میرداماد با تاریخ ۱۰۵۰ هجری قمری
- نسخه خطی صحیفه سجادیه به خط احمد نیریزی با تاریخ ۱۱۲۱ هجری قمری
- مرقع «صلواتیه» اثر خواجه نصیرالدین طوسی به خط نستعلیق محمود بن محمدحسن در تاریخ ۱۰۶۴ هجری قمری
- کتاب القانون فی الطب اثر ابن سینا که در ۱۵۵۳ میلادی در رم به چاپ سربی رسیده‌است.
- کتاب گلستان سعدی به زبان آلمانی، ترجمه آدام اولئاریوس با تاریخ چاپ ۱۶۵۴ میلادی با عنوان آلمانی گلستان ایران
- کتاب رساله جهادیه تألیف میرزا عیسی قائم‌مقام فراهانی با تاریخ ۱۲۳۳ هجری قمری که به عنوان «نخستین کتاب چاپ سربی فارسی» و با حمایت ولیعهد عباس‌میرزا در تبریز به‌چاپ رسیده‌است.
- «روزنامه وقایع اتفاقیه» به صاحب امتیازی میرزا تقی‌خان امیر کبیر که انتشار آن در ۱۲۶۷ هجری قمری، به صورت چاپ سنگی آغاز یافت.
- «روزنامه شکوفه» با مدیریت مریم عمید سمنانی معروف به «مزین‌السلطنه»؛ مدیر مدرسه مزینیه تهران به عنوان یکی از روزنامه‌های پیشرو و ویژه بانوان که در سال‌های ۱۹۱۳ تا ۱۹۱۹ میلادی منتشر می‌شد.

مرقع صلواتیه؛ متن از خواجه نصیرالدین طوسی؛ تاریخ ۱۰۶۴ق

طومار قرآن؛ سازمان اسناد و کتابخانه ملی ایران

## نگارخانه
شماری از تصاویر و آثار موزه کتاب و میراث مستند ایران:

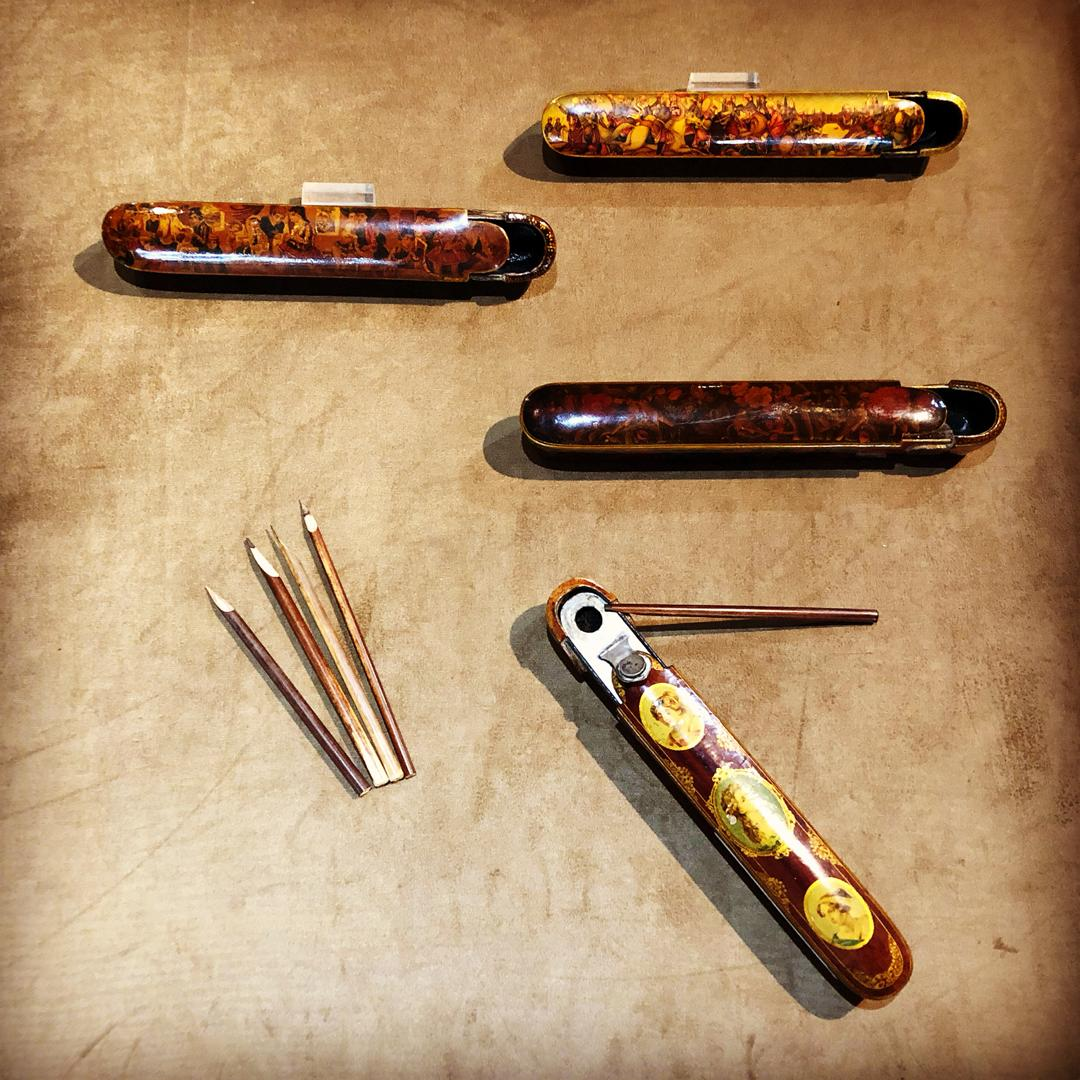
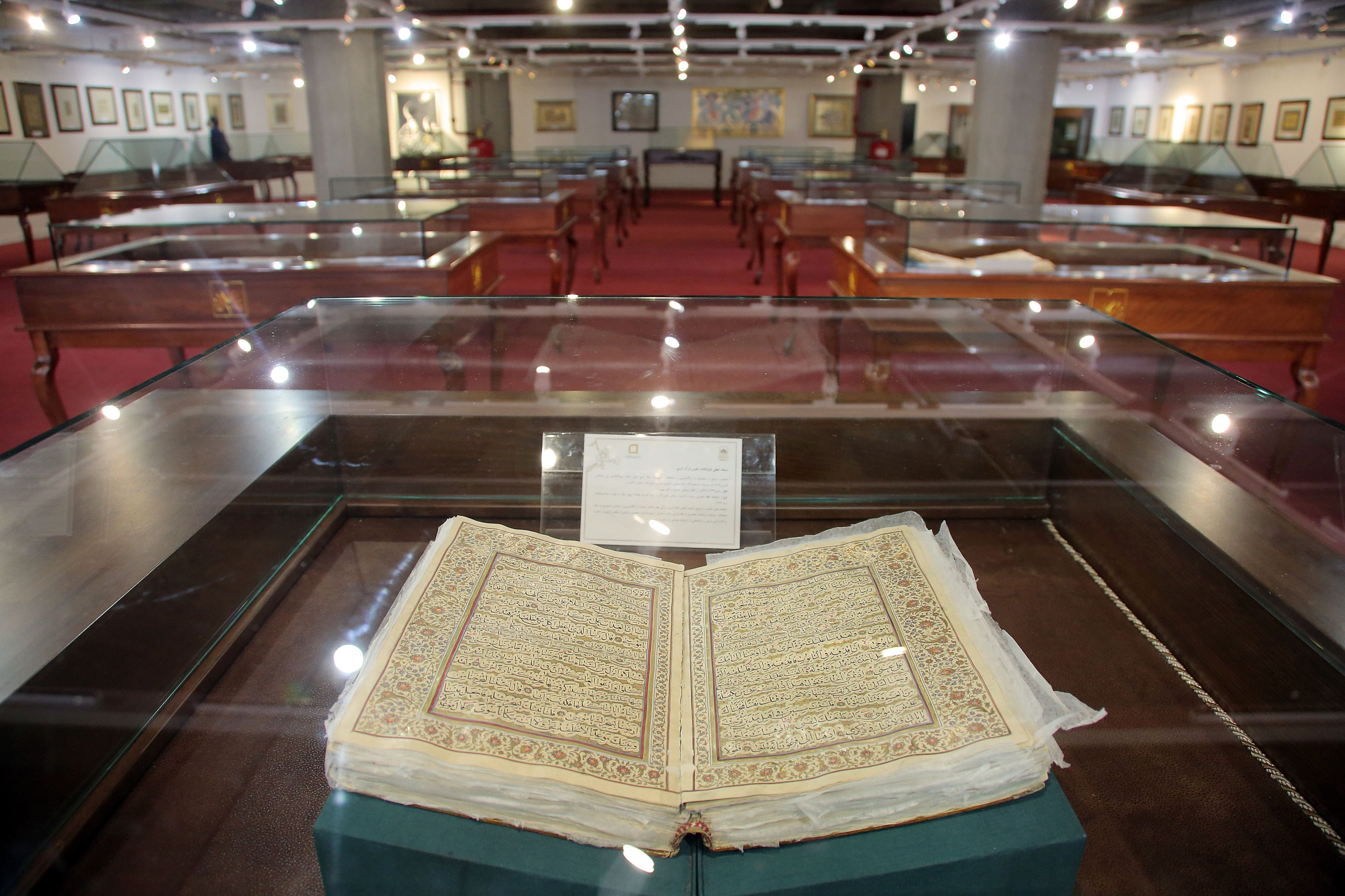
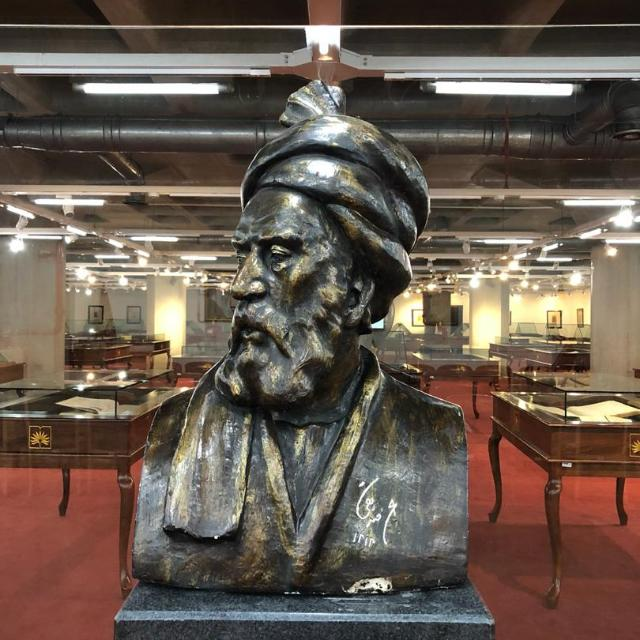
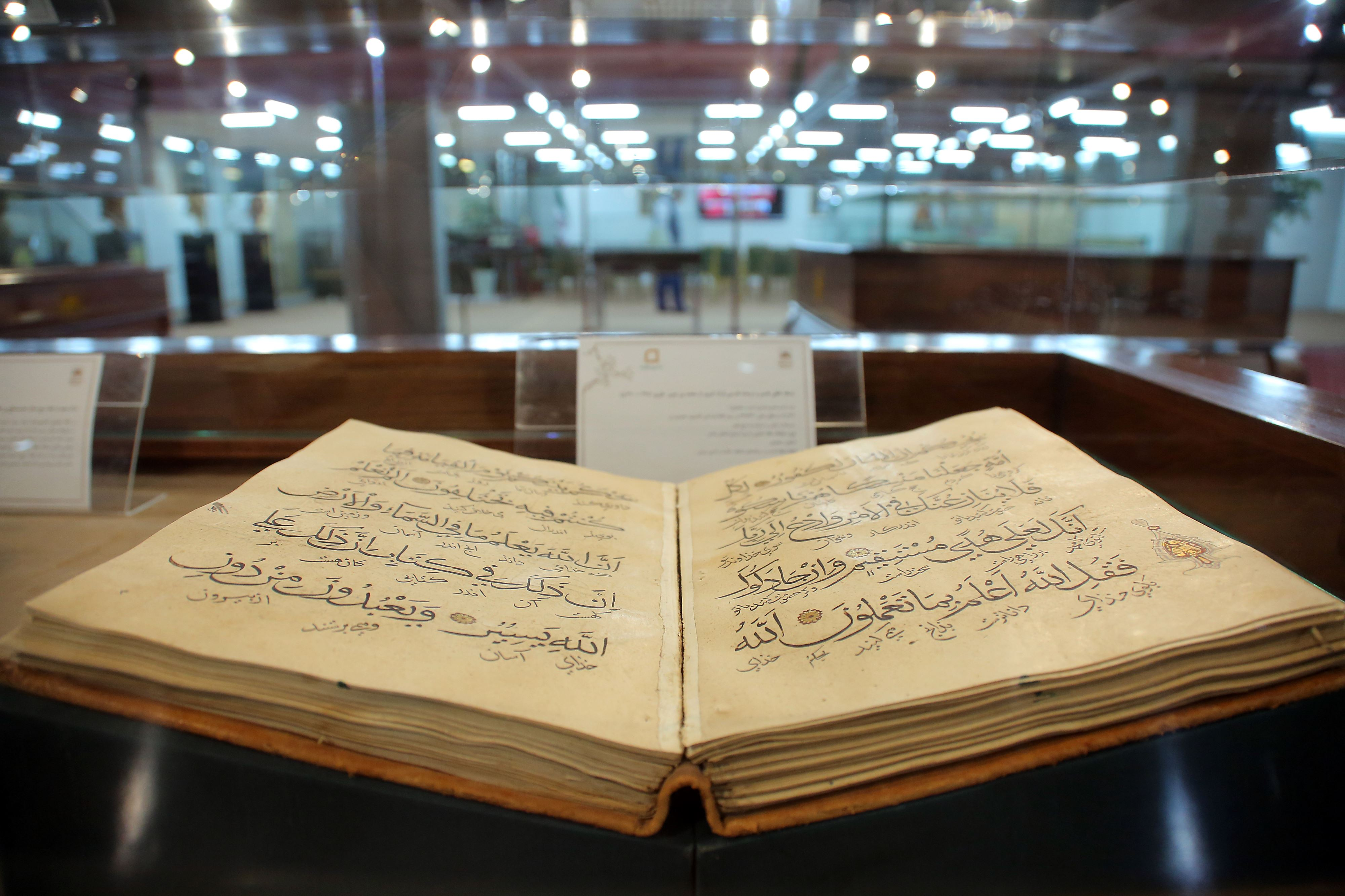
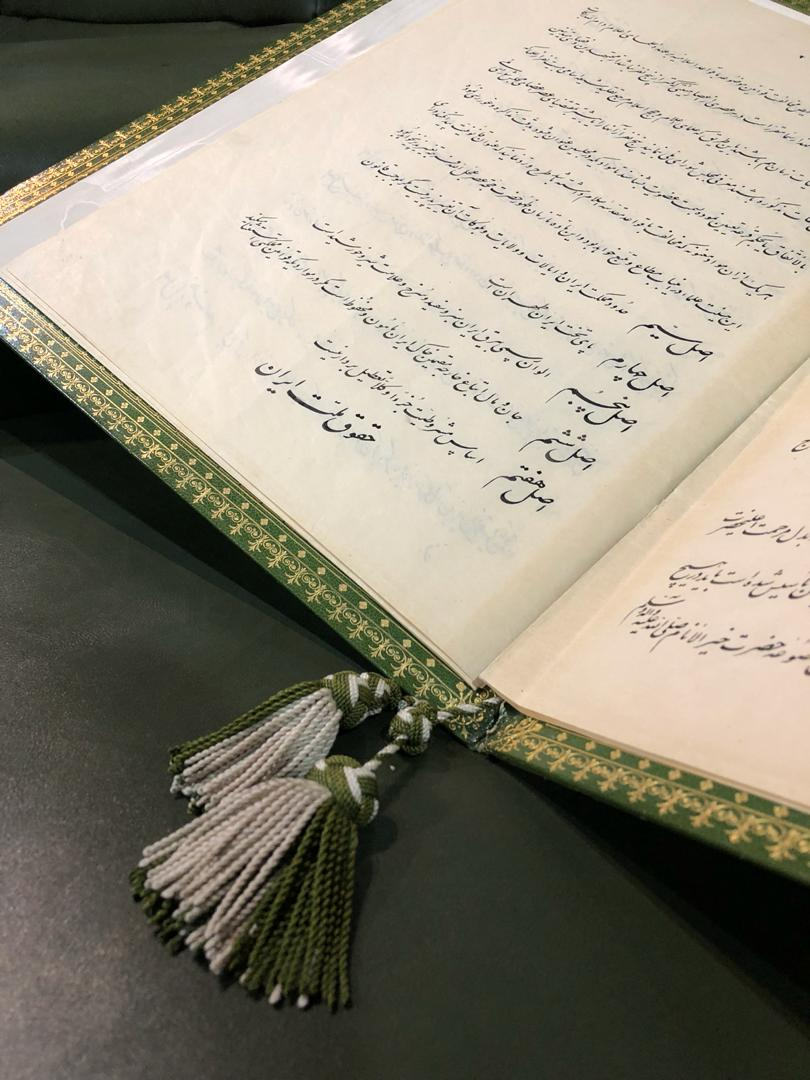
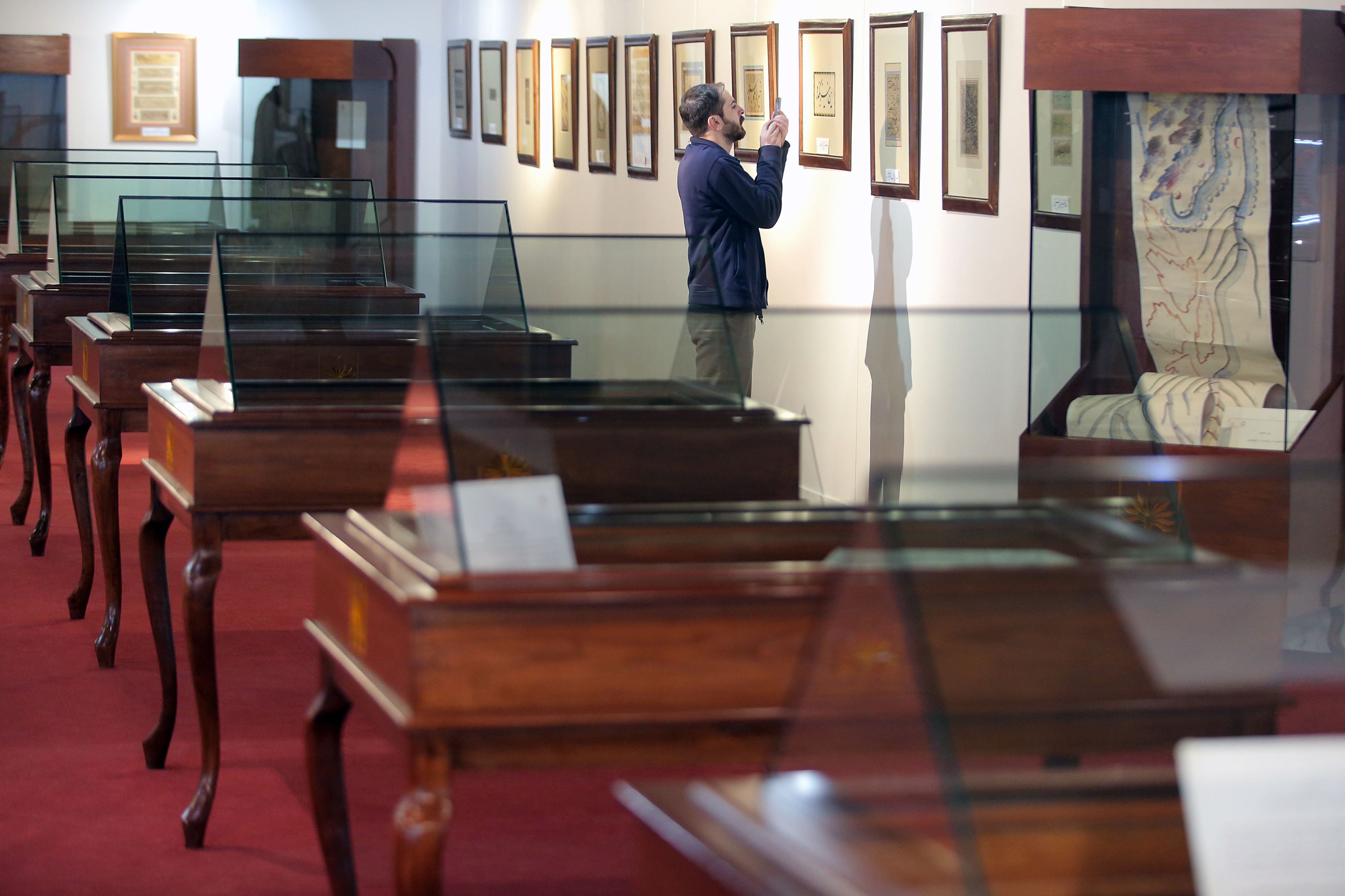
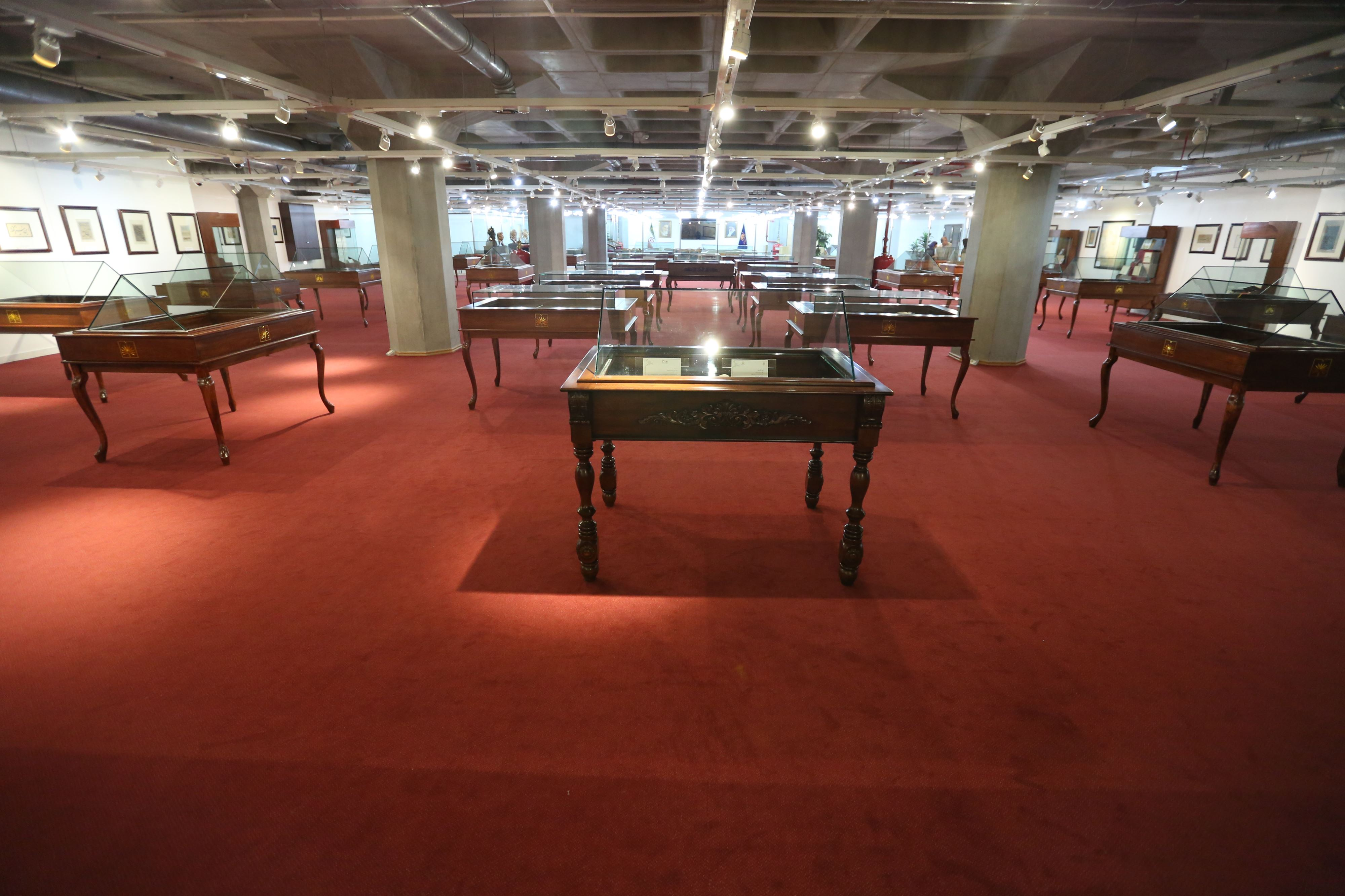
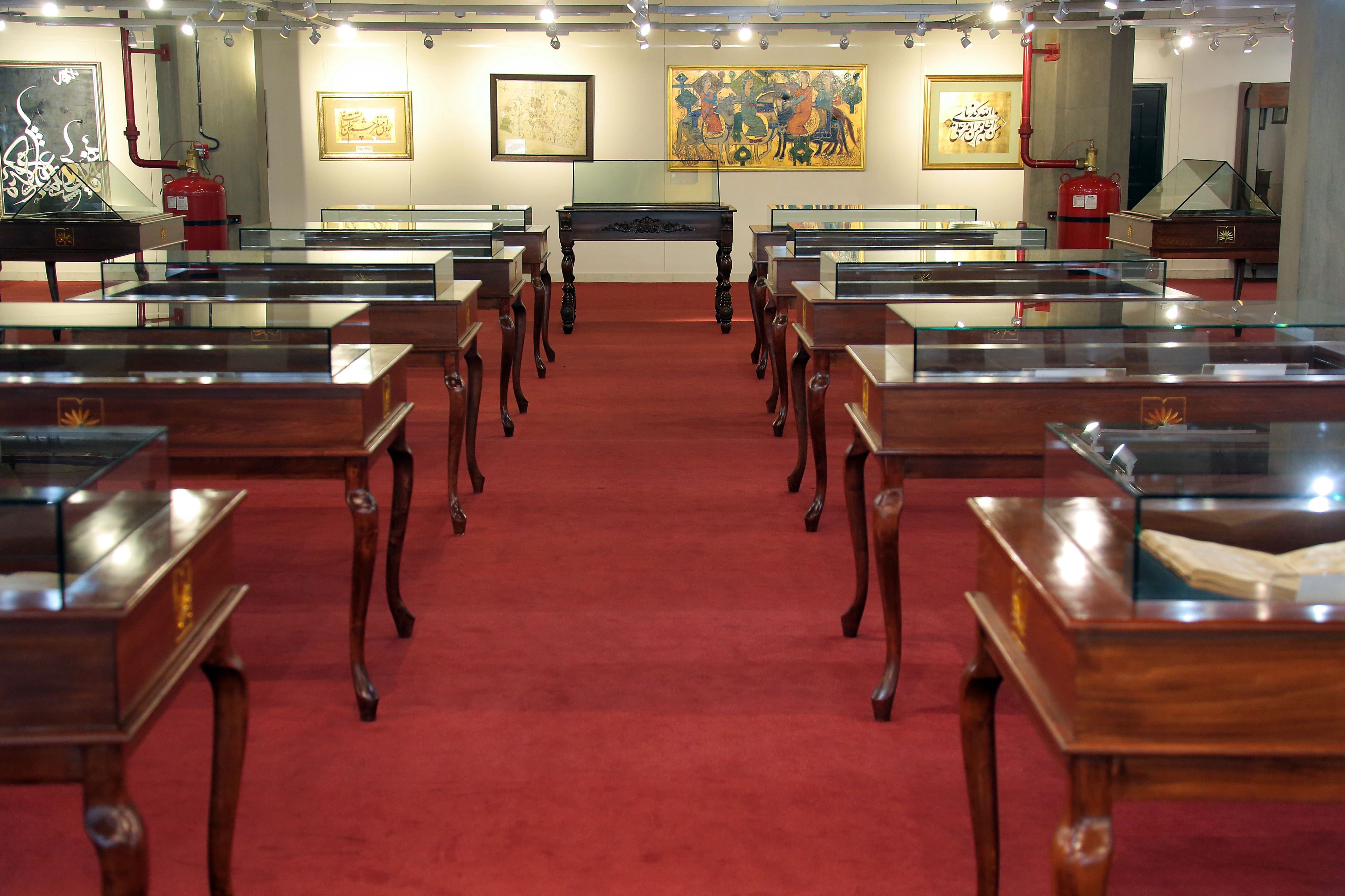
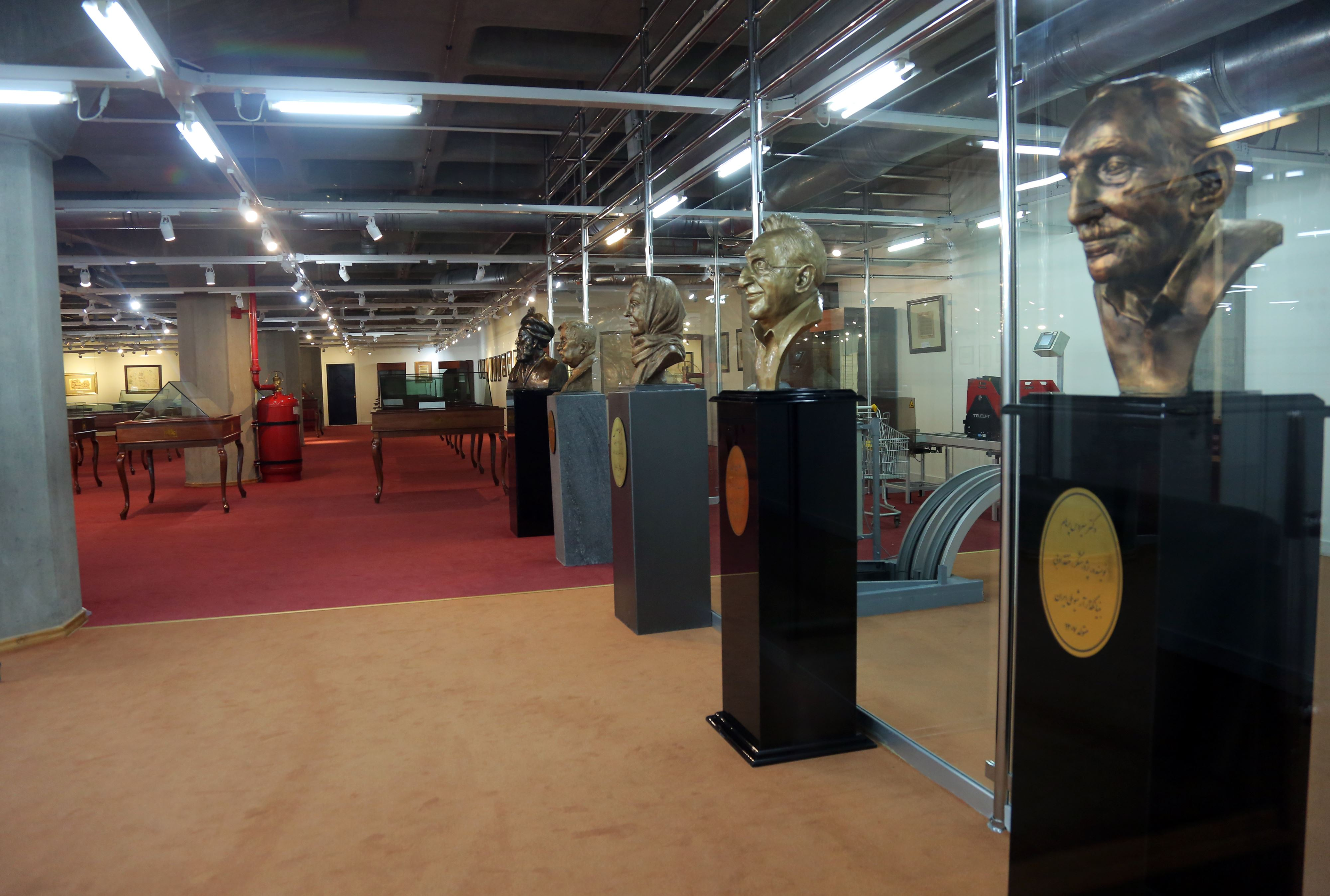
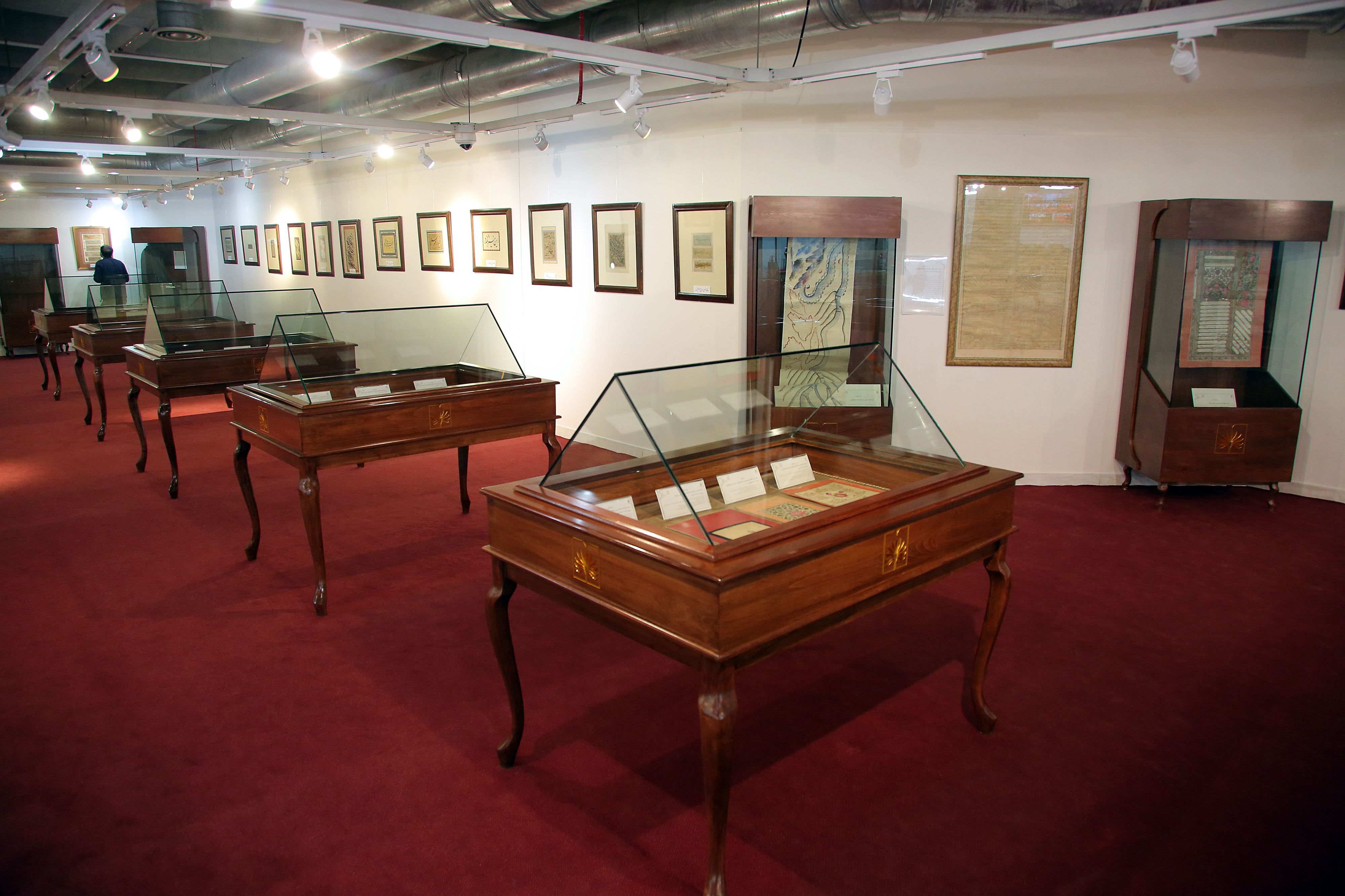
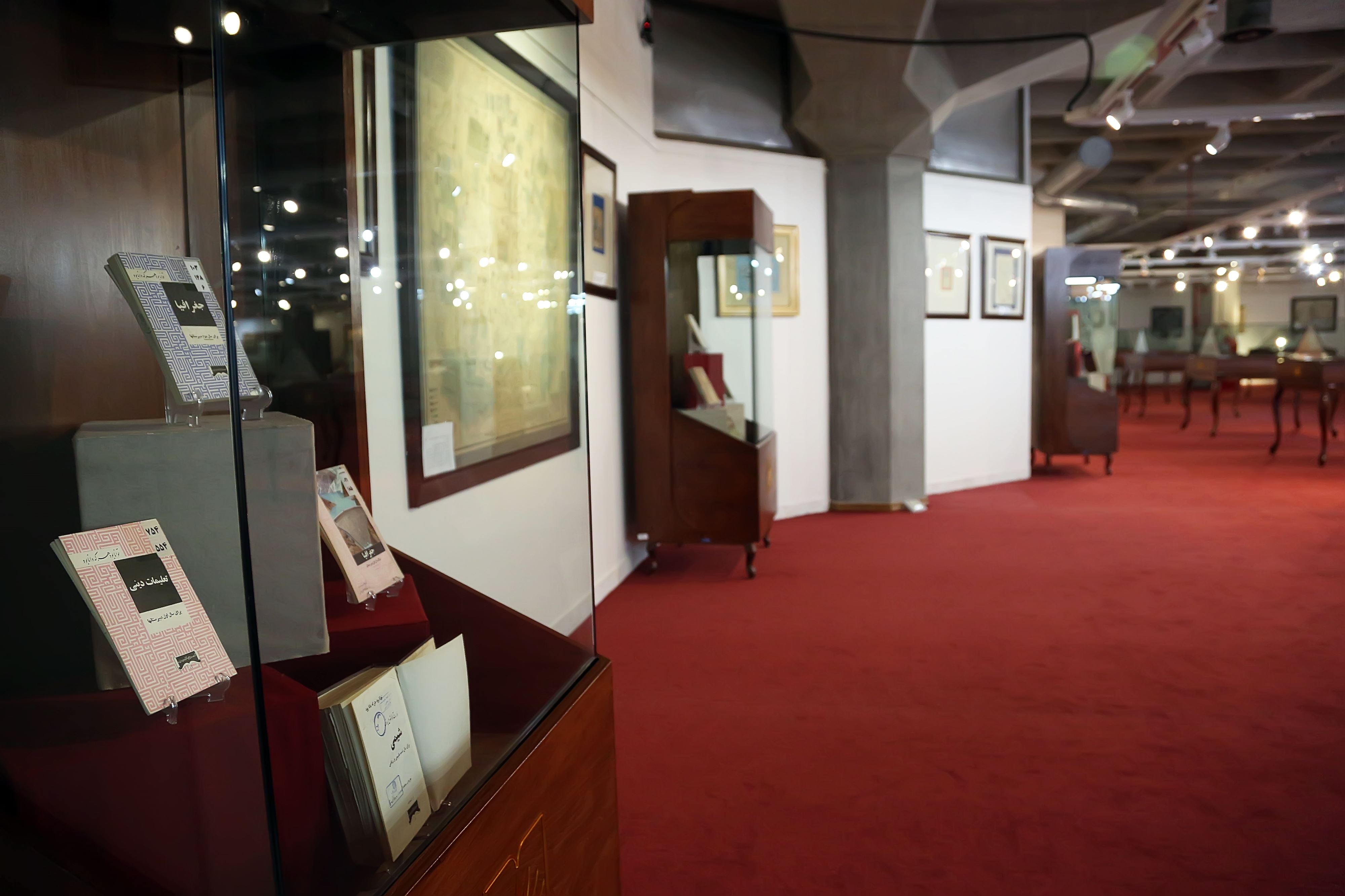
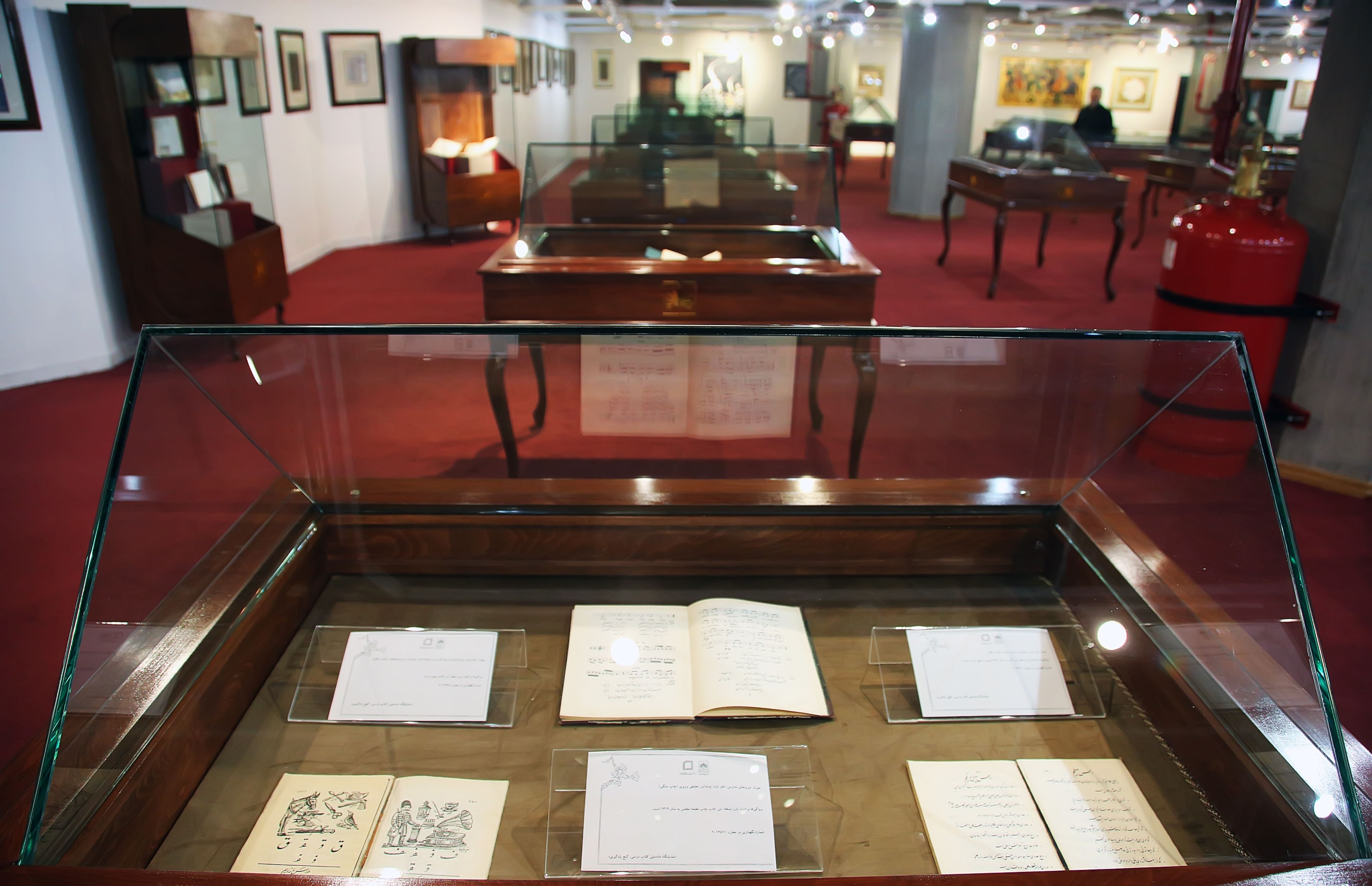
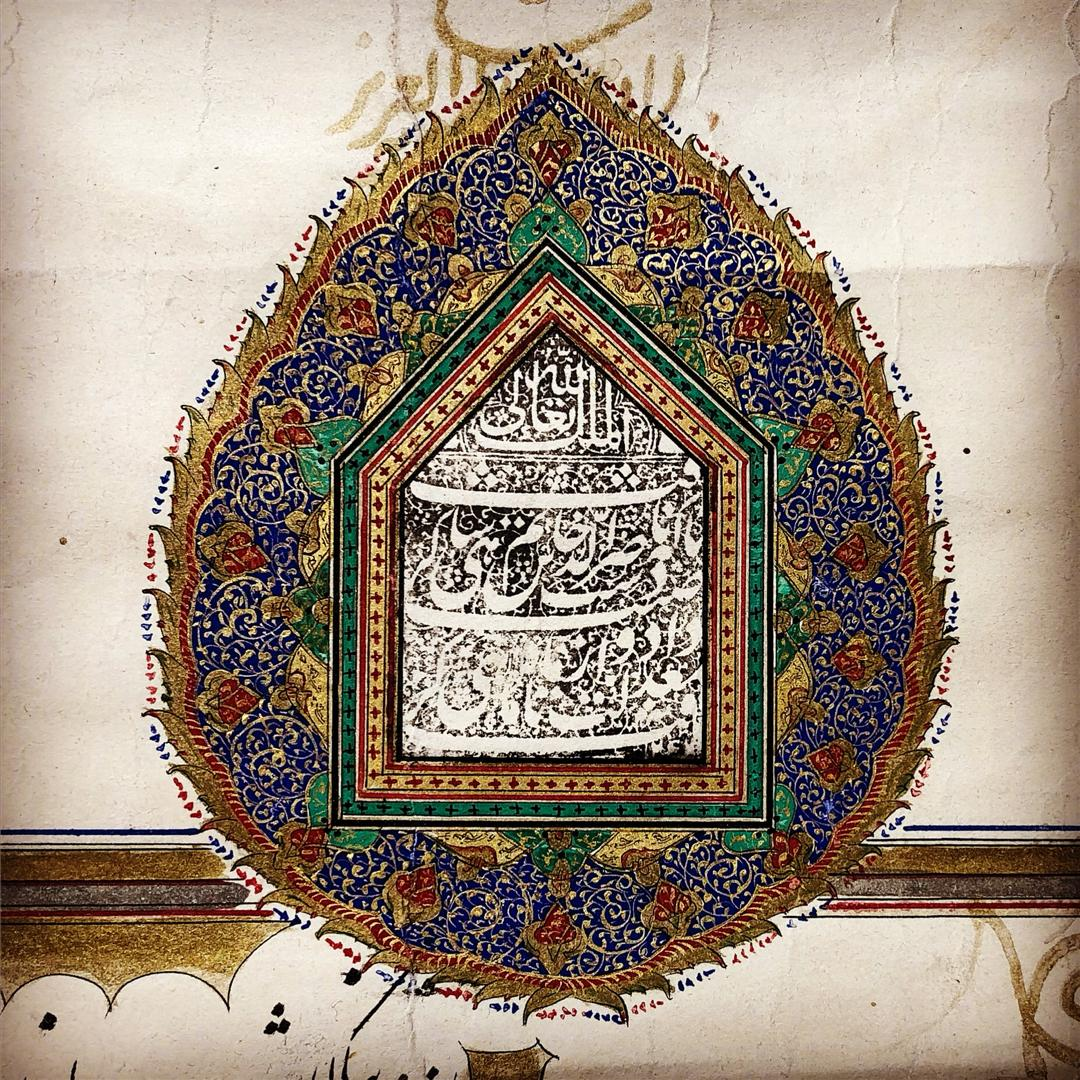
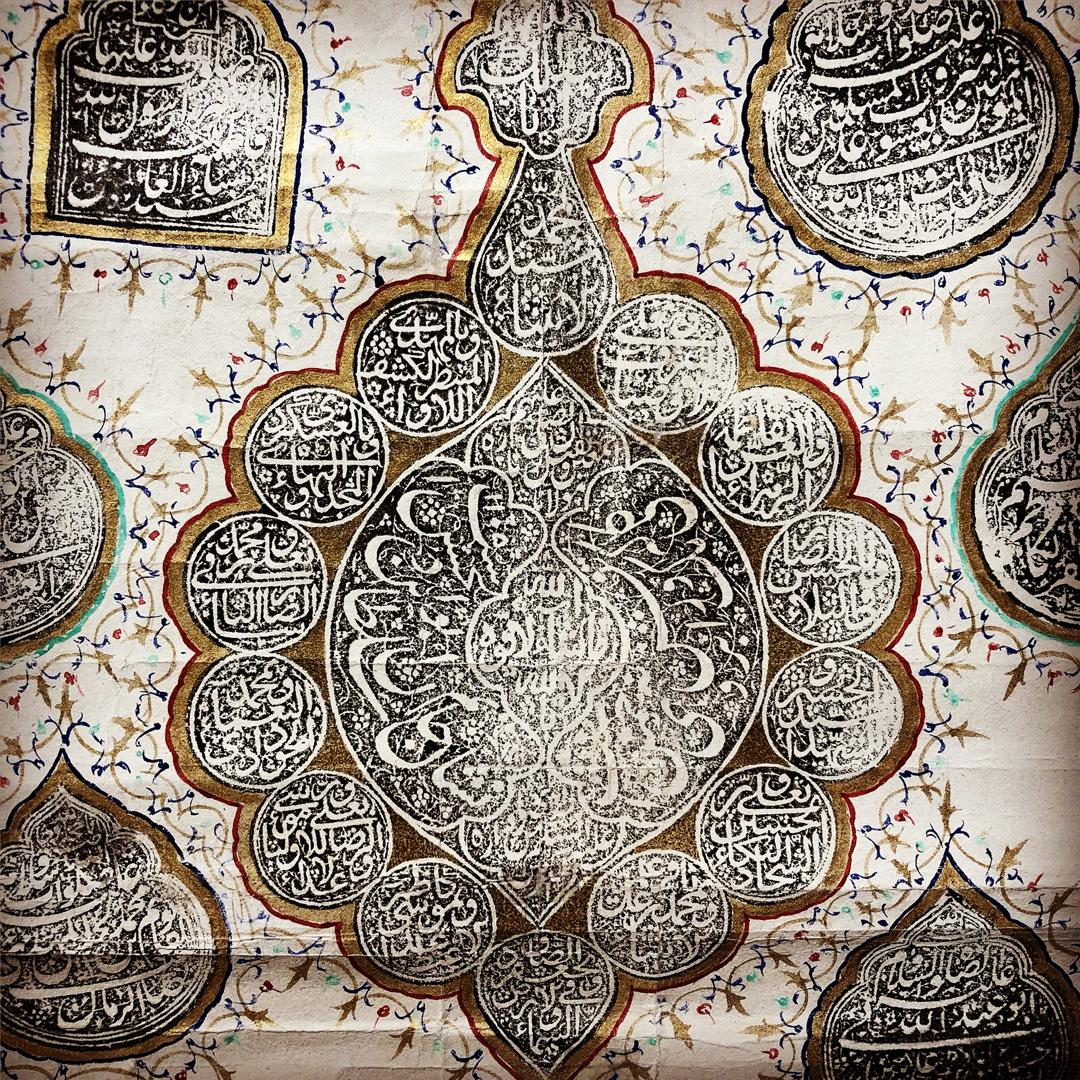
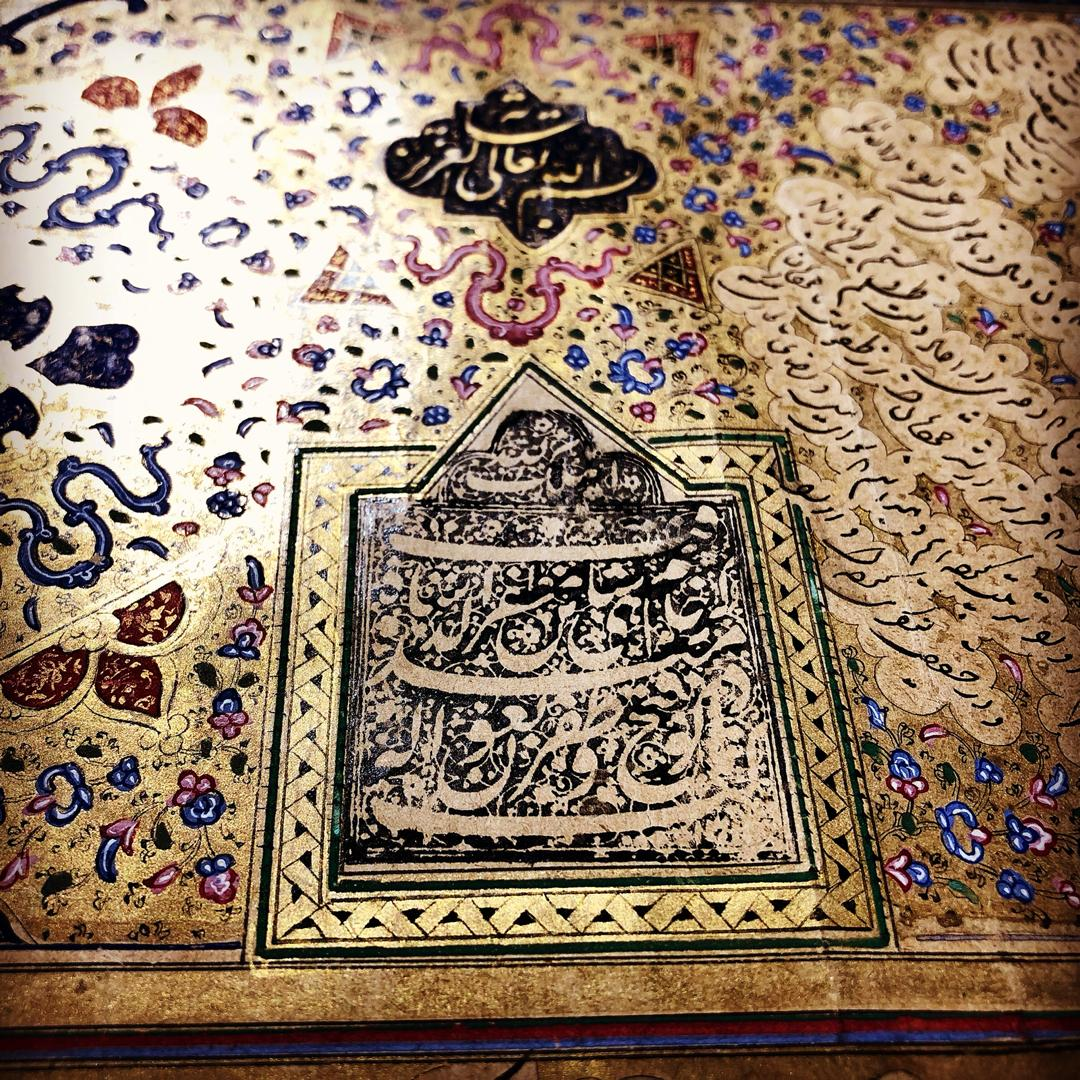
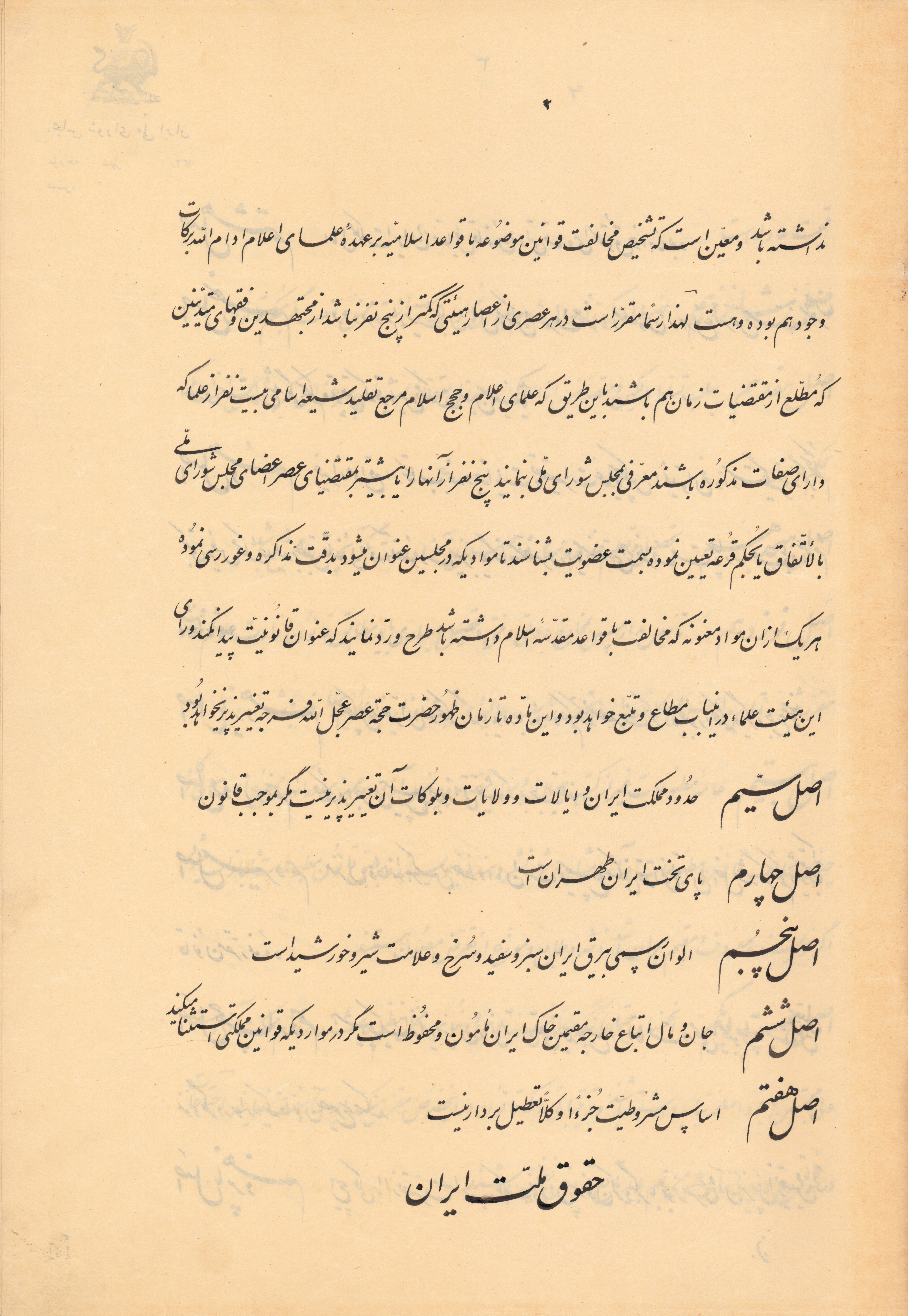
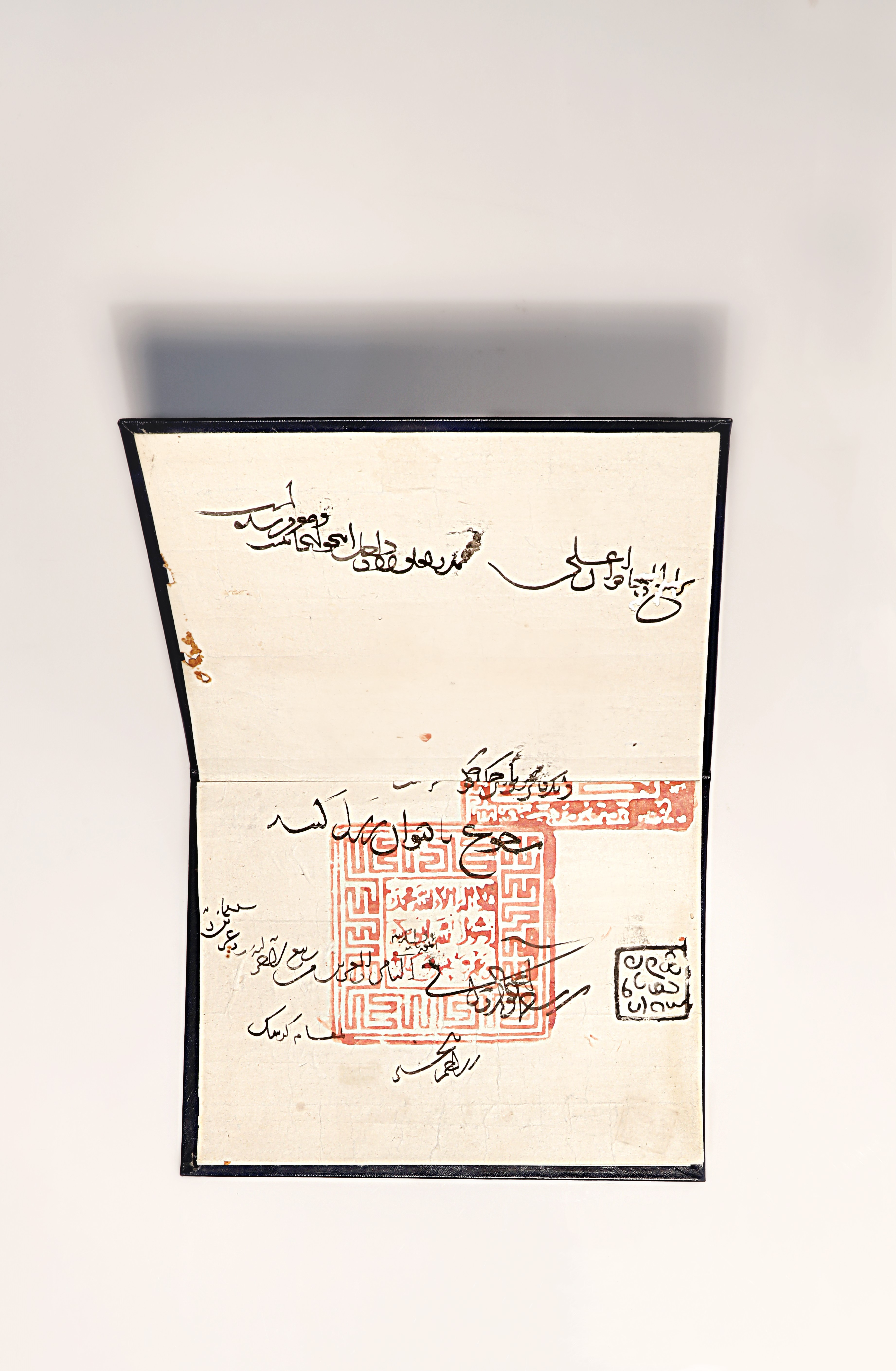
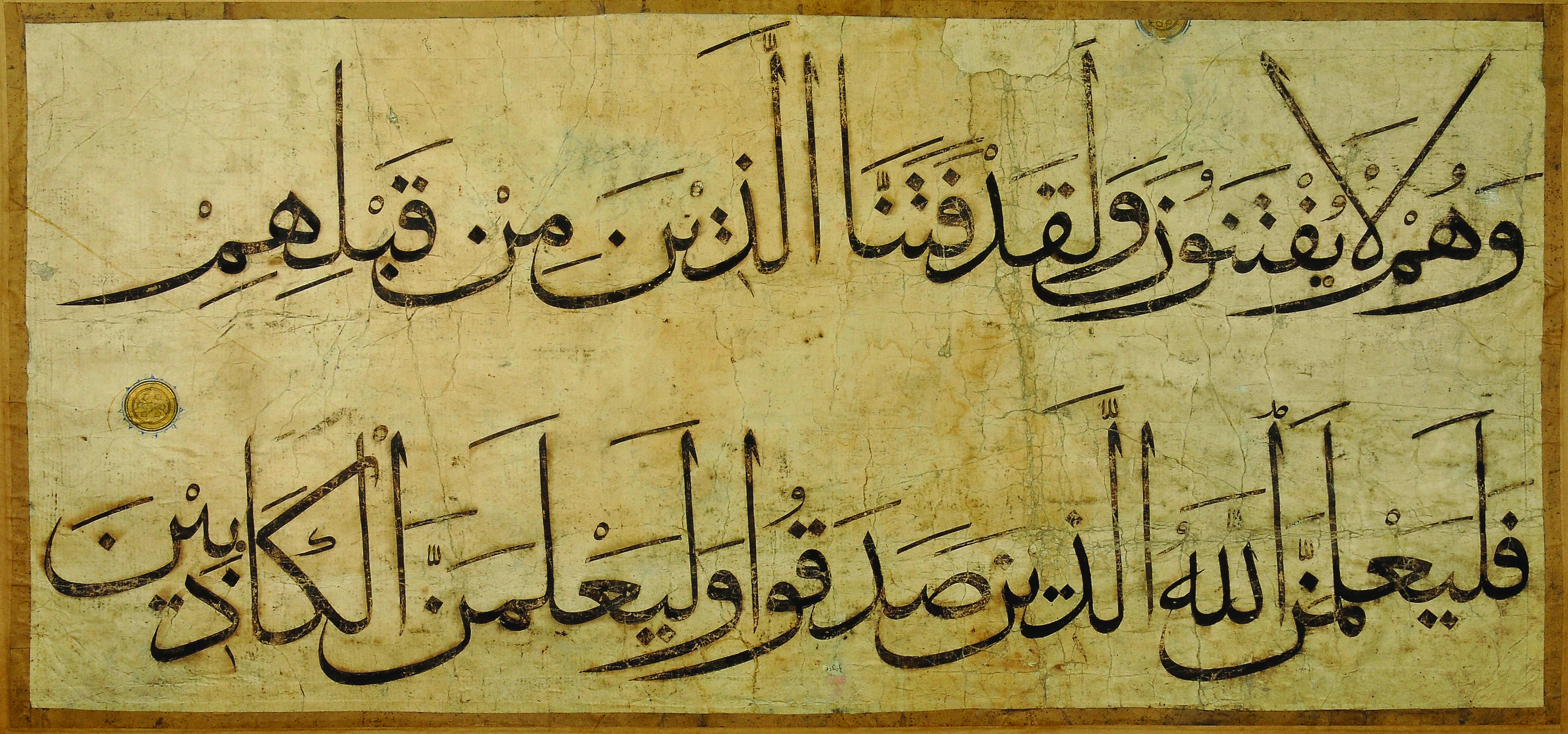
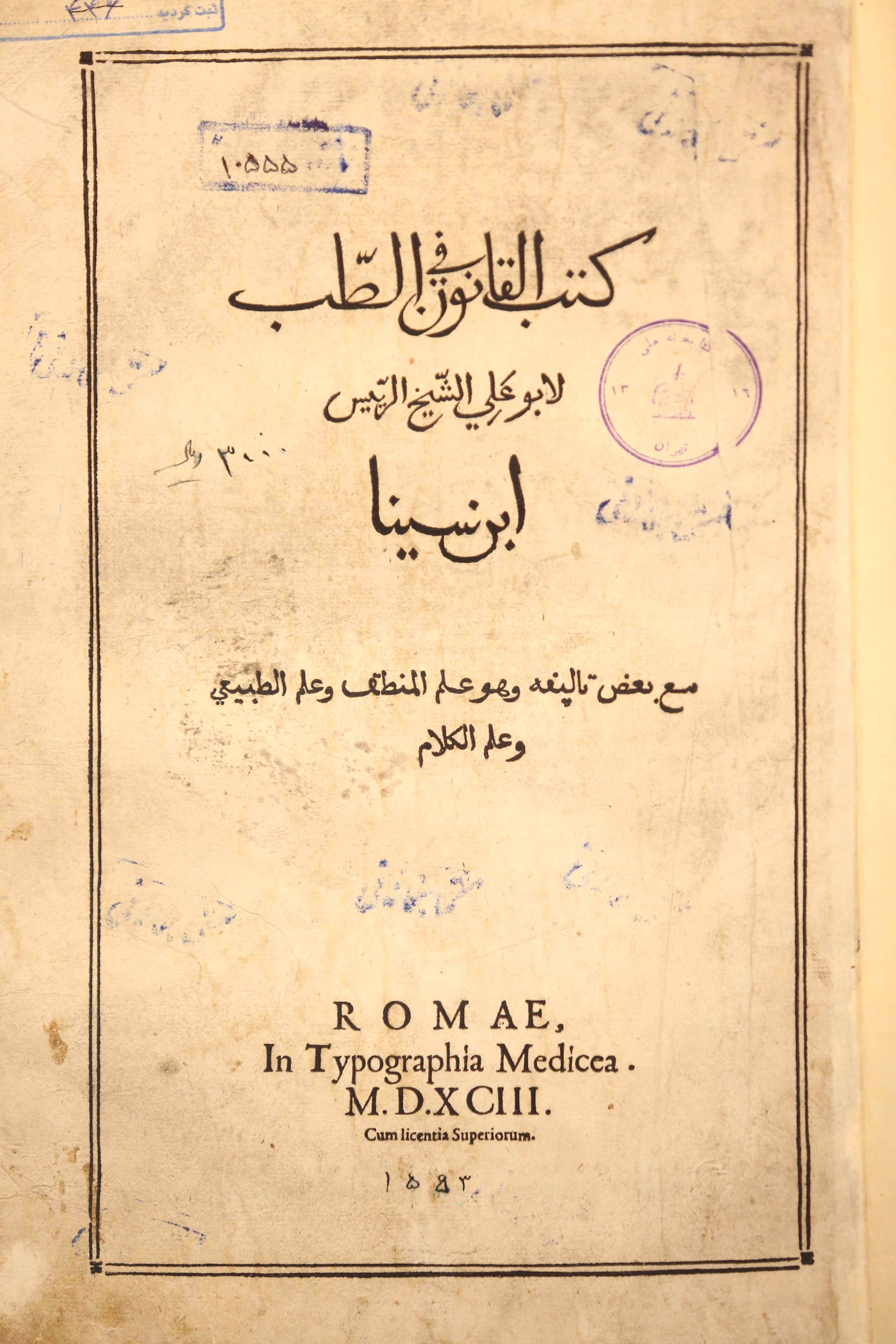
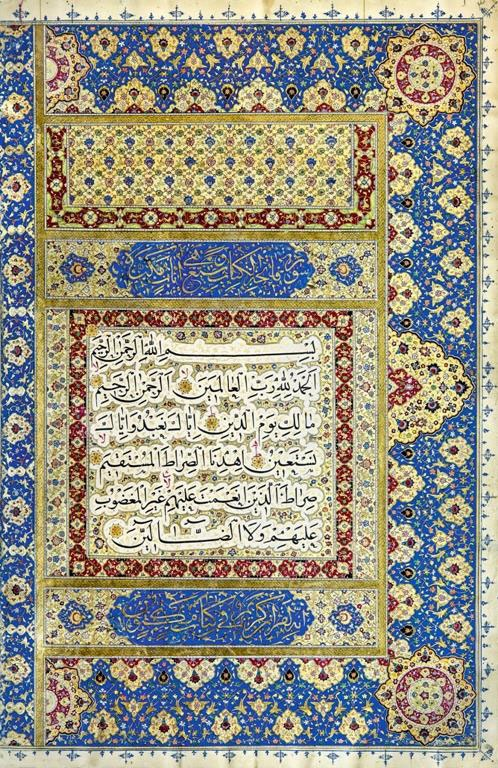
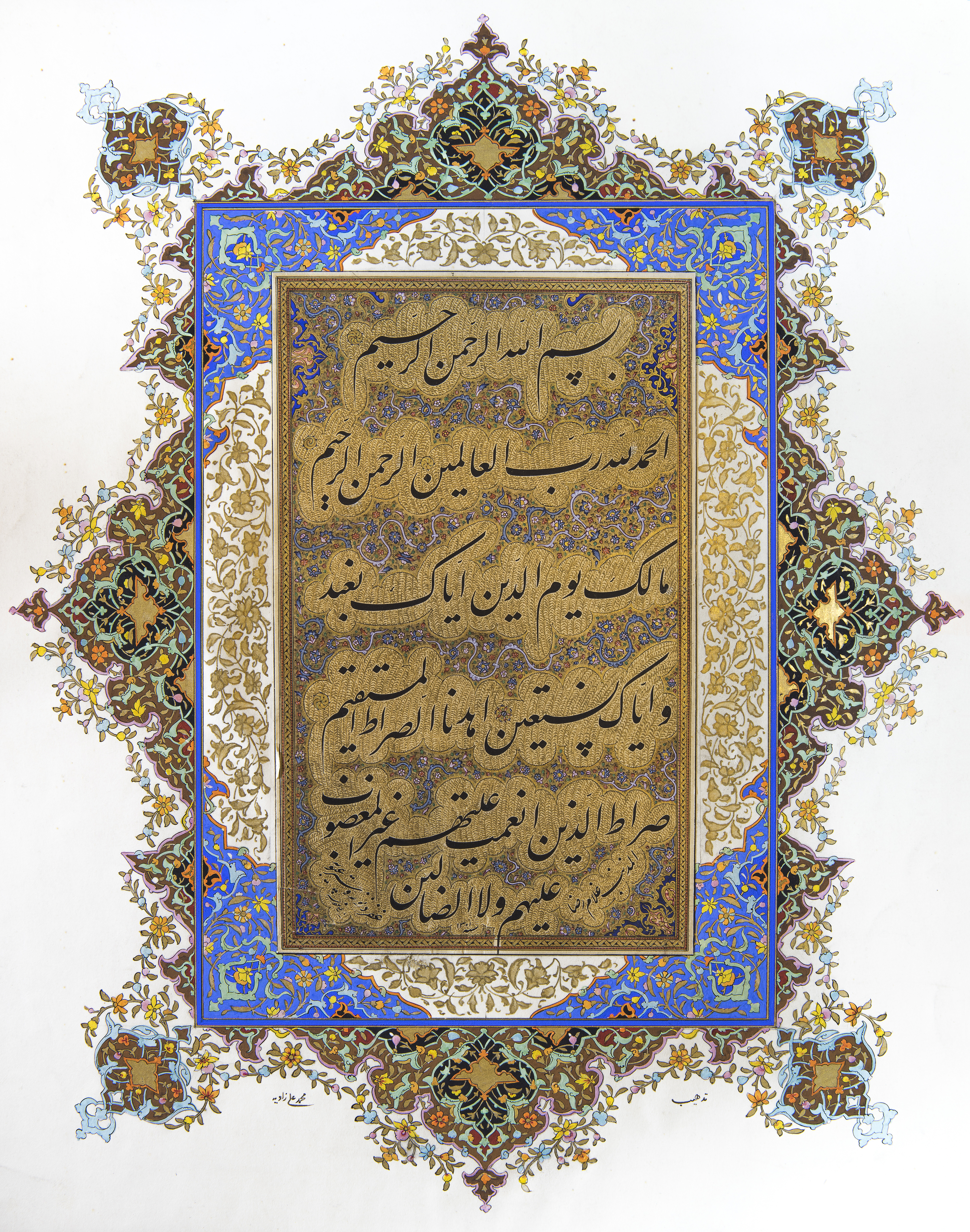
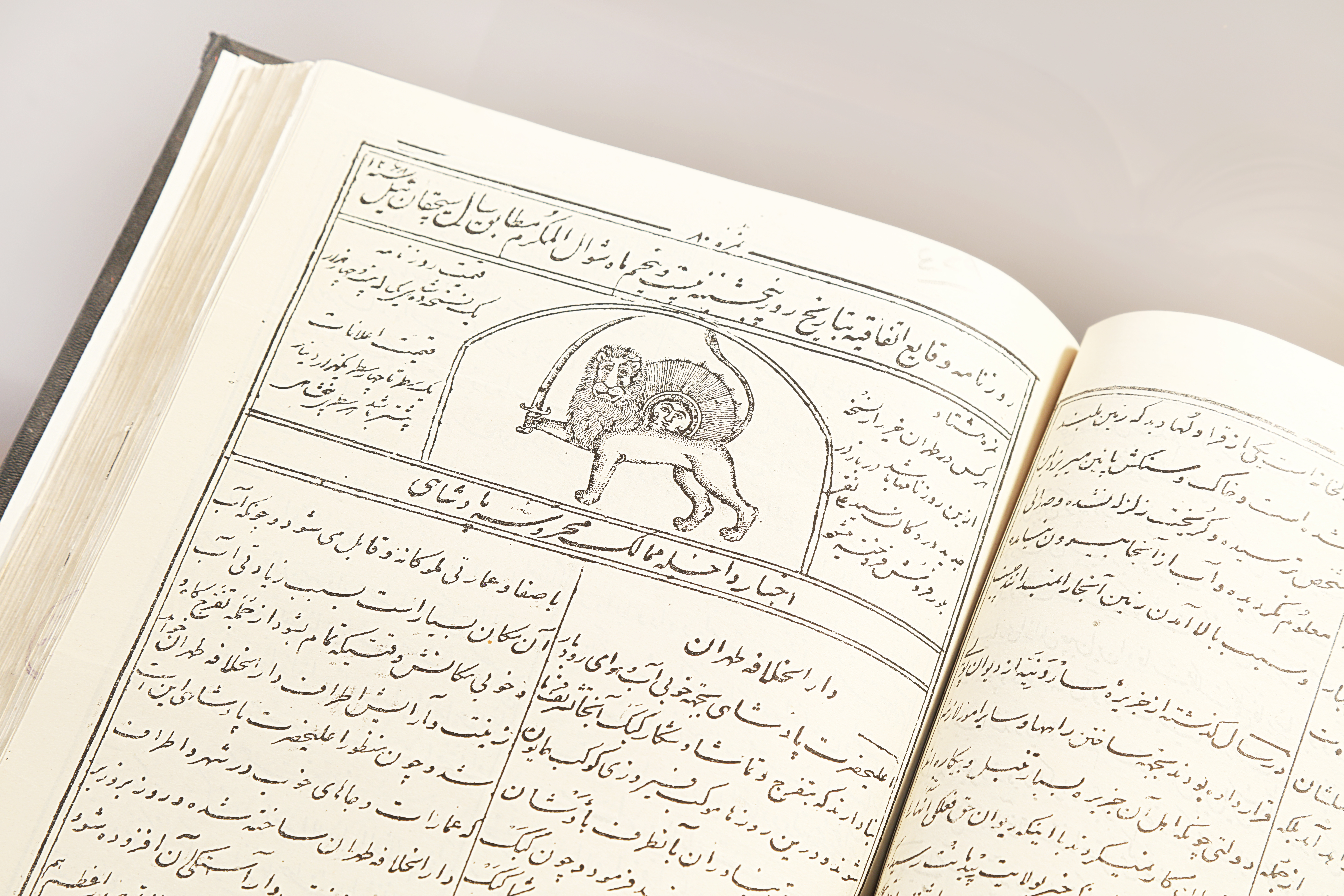
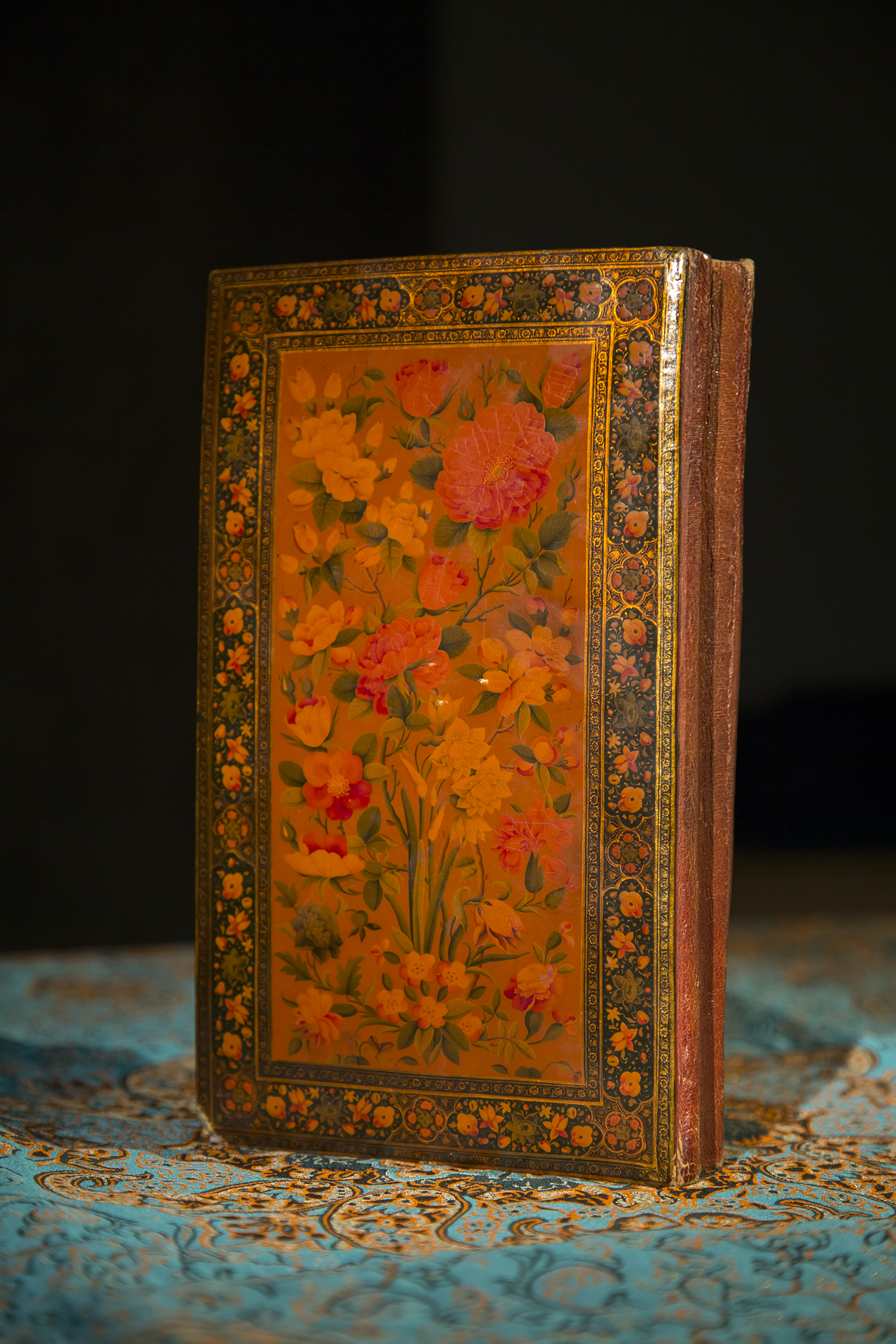
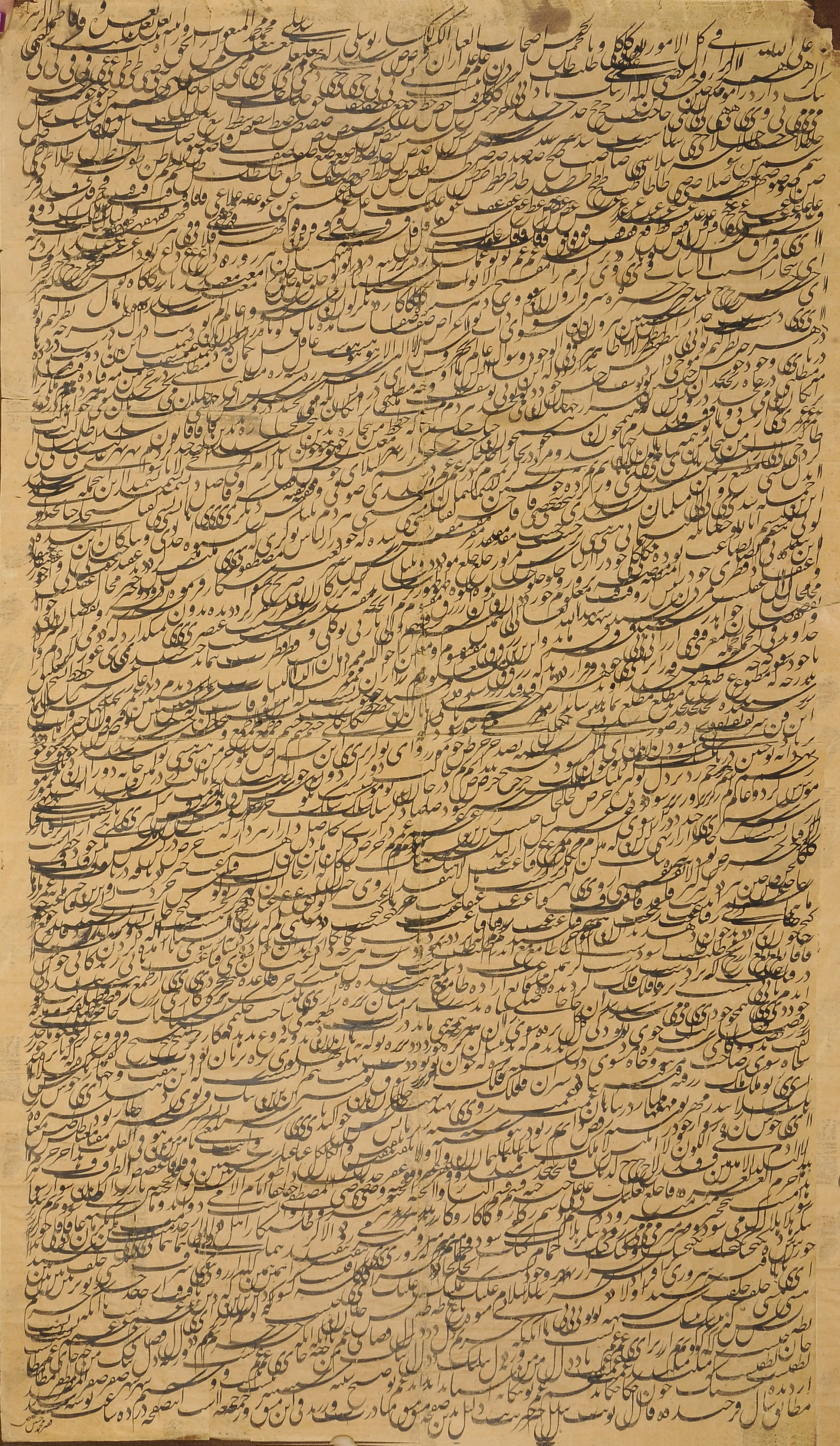
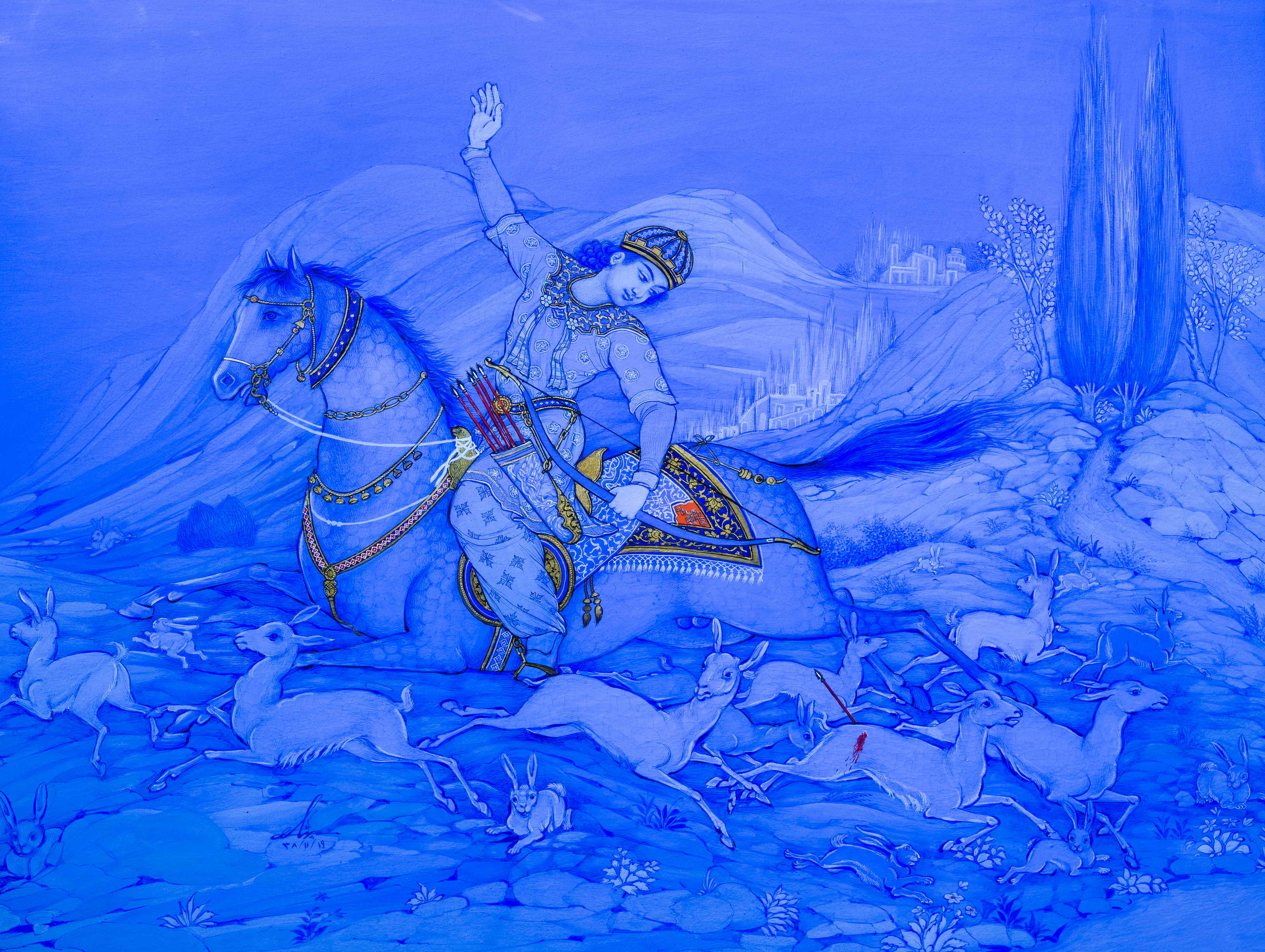
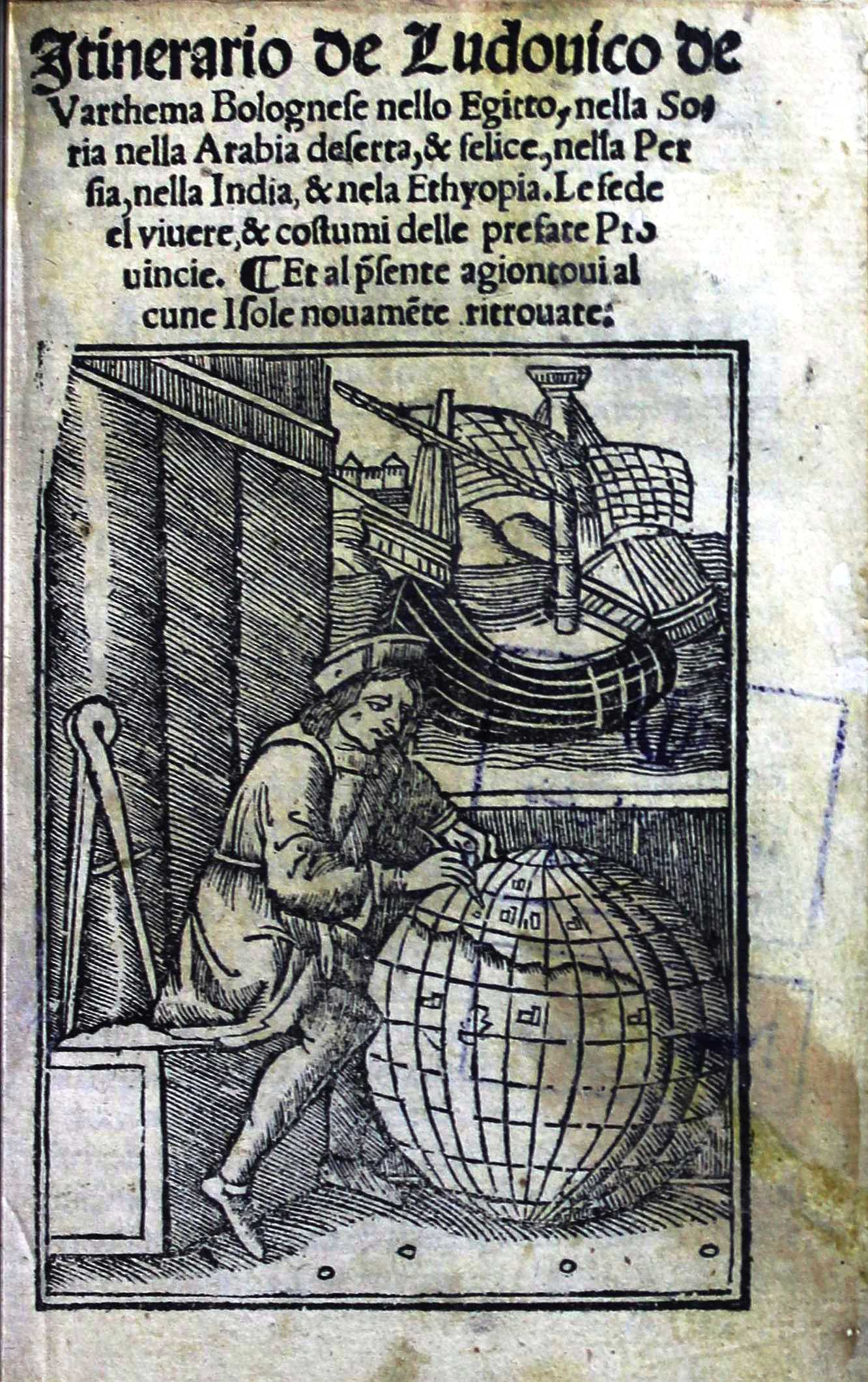